# アップアップガールズ（2）
アップアップガールズ（2）（アップアップガールズかっこにき）は、日本の女性アイドルグループ。グループの略称は「にきちゃん」、「アプガ2」（あぷがに）（※あぷがつー、は誤読）、「ニキ」。所属事務所はYU-M エンターテインメント。所属レーベルはタワーレコードのアイドル専門レーベル「T-Palette Records」。

## 概要
アップアップガールズ（仮）の妹分として、2017年結成。
同年8月15日にT-Palette Recordsより「Sun!×3/二の足Dancing」でCDデビュー。

## 略歴

### 2016年
11月8日、東京・日本武道館にて開催されたアップアップガールズ（仮）初の東京・日本武道館公演「アップアップガールズ（仮） 日本武道館超決戦 vol.1」にて、“アップアップガールズ（2）”（あっぷあっぷがーるずかっこにき）と称した2期メンバーオーディションの開催を発表。新プロジェクトで選ばれたメンバーがどのような活動をするのかは決まっておらず、アップアップガールズ（仮）の追加メンバーや妹分ユニット、ライバルユニットのメンバーとして活動していく可能性が併せて示された。

### 2017年
2月25日、オーディションの合格者として吉川茉優・鍛治島彩・橋村理子・高萩千夏の4名を発表、アップアップガールズ（仮）の妹分として活動を開始することになった。3月18日、中沖凜を追加メンバーとして発表。4月16日から7月17日まで行われたアップアップガールズ（仮）の全国ツアー「アップアップガールズ（仮）∞ Lives Change & Evolution」に、オープニングアクトとして出演。
5月9日、アップアップガールズ（仮）両A面シングル「アッパーディスコ/FOREVER YOUNG」発売。アップアップガールズ（2）のメンバー計5名がコーラス参加、ジャケット写真・ミュージックビデオに出演。7月8日・9日、神奈川・横浜赤レンガパークで開催された「アイドル横丁夏まつり!!〜2017〜」の両日に出演。グループにとって初の野外夏フェス出演。8月15日、アップアップガールズ（2）のデビューシングル「Sun!×3 / 二の足 Dancing」をT-Palette Recordsより発売。
9月16日、10月8日に開催される台湾公演「アップアップガールズ（仮）&（2）セレクトMixチーム×バンドじゃないもん!スペシャル ツーマンLIVE in台湾」の出演メンバーとして、アップアップガールズ（2）から吉川、鍛治島。アップアップガールズ（仮）から森咲樹、佐保明梨、関根梓の計5名が発表された。10月7日、「TALE Festival in Taiwan」に出演。10月8日、「アップアップガールズ（仮）&（２）セレクトMixチーム×バンドじゃないもん!スペシャル ツーマンLIVE in台湾」に出演。
11月26日、AKIBAカルチャーズ劇場にてグループ初の単独ライブ「AKIBA DE 単独!!」開催。ライブ内にて高萩千夏がリーダーに決定したことが、アプガ（仮）の森咲樹より発表された。

### 2018年
1月1日、両A面の2ndシングル「どしゃぶりのテラス席/フユトテトテ」発売。2017年夏実施されたTwitterフォロワーアップアップキャンペーンで優勝した吉川がセンターを務める。
4月21日、東京・新宿BLAZEで行われた「アップアップガールズ（2）1st LIVE #アプガ2サプライズ」で、中川千尋と佐々木ほのかが加入することが発表された。
5月1日、３枚目のシングル「っていう初恋のお約束/ハッピースLOVE♡」を発売。
7月7日、東京・LIQUIDROOMで行われたアップアップガールズ全グループによるライブイベント「アップアップガールズ（フェス）」に出演。つんく♂をプロデューサーに迎えたCDを3作連続リリースすることが発表された。
8月7日、４枚目のシングル「全部青春!/エンジェル演じて20年」発売。
9月9日から11月17日まで、初ツアー「アップアップガールズ（2）ファーストライブツアー #アプガ2ファースト」開催。
12月11日、中沖凜が同月31日をもってグループを卒業し芸能界を引退することを発表。
12月25日、５枚目のシングル「かかって来なさい/OVER DRIVE」発売。
12月31日、中沖凜が卒業。

### 2019年
3月3日、AKIBAカルチャーズ劇場で行われた「新メンバーオーディション途中報告会」にて、新メンバー島崎友莉亜、新倉愛海、森永新菜の3名の加入を発表、お披露目された。
4月２日、６枚目のシングル「We are Winner!/スターティングオーバー」発売。
6月21日、橋村理子が同グループの卒業と芸能界引退を発表。
7月29日、橋村理子が卒業。
8月13日、つんく♂サウンドプロデュース第4弾、７枚目のシングル「Be lonely together」発売。
11月12日、グループ初となるフルアルバム「アオハル1st」発売。

### 2020年
1月7日、初の大森靖子提供曲収録、８枚目のシングル「世界で一番かわいいアイドル/し・て・る・も・ん」発売。
2月2日 「アップアップガールズ（２）ライブツアー2020　アオハルし・て・る・も・ん 春満開」福岡公演開催、2月8日 同横浜公演開催。新型コロナウイルス感染拡大のため、以降の静岡、柏、渋谷、いわき、秋田公演は中止。
6月27日 「アップアップガールズ（２）アオハルし・て・る・も・ん NEW SEASON」を柏PALOOZAにて開催。新型コロナウイルス感染症対策を講じ、約4カ月半ぶりに観客を迎えてのライブとなった。
10月20日、９枚目のシングル「どのみちハッピー！/雨に唄えば/愛について考えるよ/エンドロール」発売。

### 2021年
2月16日、10枚目のシングル「強がりライライライ/セメテセメテ/ぱーれぇ〜/ガラスの純情」発売。
7月15日、「にきちゃんわんだーらんど」配信。
8月23日、「ナツメグ」配信。
8月27日、佐々木ほのかの新型コロナウイルス感染を公表。28・29日に出演を予定していた「@JAM EXPO 2020-2021」は出演を辞退。
11月16日、1st EP「にきちゃんわんだーおんぱれーど」発売。

### 2022年
3月7日より、10週連続配信リリース企画をスタート。(詳細は#配信を参照)
5月10日、11枚目のシングル「だれだって、アイドル/カスタムにきちゃん/Tell Me/starry wink*」発売。
5月22日、吉川茉優が春ツアーのファイナル公演をもって卒業。
8月16日、12枚目のシングル「U(2)Zone LINE/恋はアップ(2)Summer」発売。

### 2023年
2月16日、中川千尋と森永新菜が春ツアーをもって同グループを卒業することを発表。
2月22日、2nd EP「Life Is Beautiful／シーユーだけ。／Dong-Dong-Dong!!!!!!!!／ドレス／好きな人の好きな人」発売。
4月30日、中川千尋・森永新菜が卒業。
7月6日、「はぴかむちゃん 〜Happy CAM Chance〜」配信。
9月16日、「PuP」配信。
10月11日、「ポップコーン」配信。
11月14日、3rd EP「2回目の青春」発売。
11月24日、「正解ですっ！」配信。
12月5日、Zepp DiverCityでワンマンライブ「アップアップガールズ（２）さわげ！さけべ！にきちゃん☆はいじゃんぷ☆」を開催。

### 2024年
1月11日、「新スカパー！アイドルフェス〜冠番組をかけたアプガ決戦〜」新宿LOFTにて開催。鍛治島彩が１位を獲得し、冠番組制作が決定。（初回放送日：2024年3月19日24時～）
1月13日、「インターネットサイン会」が開催される。この日より高萩千夏がスケジュール都合で一時活動を休止する。
1月28日、「佐々木ほのか18th生誕祭　☆ほのっ子集合☆」表参道GROUNDにて開催。
1月30日、佐々木ほのかのソロシングル「夢見る18歳っ！」配信リリース。収録曲「夢見る18歳っ！」「ほーちゃんくい～んだむっ！！」「バラードなんていらない」全３曲。
2月2日、「君と僕の軌跡」配信。
2月9日、「アイドルの高みvol.4」よりスケジュール都合で活動を休止していた高萩千夏が復帰する。
2月21日、新倉愛海のソロ曲「パーク・パートナー！」、島崎友莉亜のソロ曲「千里の道も一歩から」同時配信リリース。
3月3日、日比谷公園大音楽堂（日比谷野音）でワンマンライブ「アップアップガールズ（２） 輝く☆にきちゃん魂！～未来へ繋ぐ日比谷野音～」を開催。オープニングアクトとしてアップアップガールズ（仮）が参加。
3月19日、新スカパー! アイドルフェス 〜冠番組をかけたアプガ決戦〜 鍛治島彩“1位獲得記念”ご褒美番組 「鍛治島彩のヤっちゃえ！かじぃ」24時00分～スポーツライブ＋チャンネルより放送。
4月6日～5月11日、アップアップガールズ（２）ツアー2024「〜可能性は無限大！にきちゃんと笑顔満開春ツアー〜」を開催。東名阪とメンバーの出身地である神奈川県、千葉県、福島県、福岡県の7か所を巡る全14公演のライブツアー。
4月21日、MBSラジオ「オレたちゴチャ・まぜっ！～集まれヤンヤン～」にヤンヤンガールズ16期生として鍛治島彩のレギュラー出演が決定。
5月2日、佐々木ほのかがMBSラジオ「アッパレやってまーす！木曜日」へのレギュラー出演が決定。
6月1日、「新倉愛海生誕祭」表参道GROUNDにて開催。
6月8日、追加公演「アップアップガールズ（２）～可能性は無限大！にきちゃんと笑顔満開春ツアー EXTRA in Sapporo～」を北海道 SPiCEにて開催。
6月9日、北海道・札幌にて「YOSAKOIソーラン祭り」に参加。2015年からYOSAKOIソーラン祭り応援アイドルを務める「アップアップガールズ（仮）」と共に「TEAMアプガ&にきちゃん」を結成。
7月5日、高萩千夏生誕祭「#今日は嫁の誕生日です ～ 本当は昨日だけどねっ♡ちなっちゃん生誕祭〜」表参道GROUNDにて開催。
7月15日、「アップアップガールズ（フェス）2024」Veats Shibuyaにて開催。アップアップガールズ（仮）/アップアップガールズ（２）/アップアップガールズ（プロレス）が参加。
7月22日、鍛治島彩生誕祭「　vs鍛治島〜25歳自分に負けるな〜」表参道GROUNDにて開催。
7月30日、佐々木ほのかが腰痛発症のため、しばらくの間、ダンスパフォーマンスを制限して歌唱のみで参加することをアップアップガールズ（２）の公式Xアカウントにて発表。
7月31日、「超アイドルまにあ!!!vol.1」に参加。佐々木ほのかは着席、歌唱のみの参加。
8月1日、「TIF presents アイドルステージ」に参加。腰痛のため、佐々木ほのかは欠席。8月10日「いたばCフェス2024」GOTANDA G7 で復帰するまで4人で活動することとなる。復帰以降も、パフォーマンス制限は継続し、9月6日「ABC IDOL（YOKOHAMA COAST garage+）」より制限を解除される。
8月12日、単独ライブ「アップアップガールズ（２）にきちゃんの夏は終わらないっ⭐ in 表参道GROUND」を開催。
9月22日、単独ライブ「アップアップガールズ（２）にきちゃんの夏はまだまだ終わらないっ⭐ in 原宿RUIDO」を開催。2025年1月4日「アップアップガールズ（２）あつまれ！にきちゃんの2025⭐❤️」をクラブチッタ川崎にて開催することを発表する。
10月6日、鍛治島彩「KAJISTIC LIVE2024」を開催。ソロ曲やにきちゃんの曲を生バンドで演奏する。
11月1日、4th EPアルバム「EVER REMEMBER」より「l♡co day! l♡ve day!」「Dear your heart」を先行配信。
11月19日、4th EPアルバム「EVER REMEMBER」発売。
11月27日、島崎友莉亜生誕祭2024〜子猫のような歩幅でも🐈♡〜　表参道GROUNDにて開催。

### 2025年
1月4日、クラブチッタ川崎にて「アップアップガールズ（２）あつまれ！にきちゃんの2025⭐❤️」を開催。新曲「ギリギリバーニング」を初披露した。また、「二の足Dancing」と「カスタムにきちゃん」においても、リアレンジバージョンを初披露し、トークタイムでは2025年の抱負を書き初めにして以下のように発表した。高萩千夏「プリティーウーマん」、鍛治島彩「鍛治島拡散」、佐々木ほのか「暴」、島崎友莉亜「ころころぷりぷり feat.愛」、新倉愛海「雷光石火」(※電光石火の書き間違えだが本人は発表後に指摘されるまで気づかなかった)。書き初めは終演後、会場ロビーにて貼り出された。最後の挨拶で、２月22日の”にきちゃんの日“に表参道GROUNDでワンマンライブ、さらにメンバーの地元である神奈川、福島、千葉、福岡と東京、北海道にて春ツアーを開催することを発表した。
2月1日、「佐々木ほのか19th生誕祭　ほのっ子大集合！」を表参道GROUNDにて開催した。佐々木ほのかが作詞に参加した通算４曲目となるソロ曲「rainbow☆road」を初披露。体調不良で床に臥せている際に聞き込んでいたと語った。
2月7日、佐々木ほのかが2025年4月26日より開催される「にきちゃんの春ツアー2025〜my own color, my own dream〜」をもってグループを卒業することを発表した。卒業イベントを別途開催予定ではあるが、６月15日に恵比寿リキッドルームで開催される同ツアーの公演がグループ活動としては最後となる。
2月22日、「アップアップガールズ（２）2月22日は にきちゃんの日」を表参道GROUNDにて開催。先だって、2月16日のYoutube生配信にてグッズを公開した。
2月25日、「アップアップガールズ（２）いっきちゃん8周年おめでとう」を下北沢ろくでもない夜にて開催。一期メンバーの高萩千夏、鍛治島彩が参加。
3月9日、YouTubeにて「UP UP NEW AGE ネオアゲ」というプロジェクトが発足され、同時に第一弾の合格者としてAYAKA、IROHA、MARIN、MINA、RURINAの5名（総称：ブライツ）が発表された。彼女たちは新グループのメンバー、または仮、にき、プロレスの既存グループの追加メンバーとして活動する可能性も示唆された。
3月12日他、BSよしもと「全員半人前〜MC&雛壇全員 トーク番組ほぼ未経験者でやってみた〜」鍛治島彩出演（#15、#16）、新倉愛海出演（#18、#20）
4月20日（19日深夜）より、MBSラジオ「オレたちゴチャ・まぜっ！～集まれヤンヤン～」にヤンヤンガールズ17期生として島崎友莉亜のレギュラー出演が決定。
4月21日、「♡ほーちーことしでラッキーセブン♡」を渋谷LOFT HEAVENにて開催。二期メンバーの佐々木ほのか、中川千尋が参加。
4月23日、高萩千夏単独による「高萩千夏ミニミニライブ＆トーク会」がタワーレコード郡山店にて開催。
4月26日～6月15日、「にきちゃんの春ツアー2025〜my own color, my own dream〜」を開催。メンバーの出身地である神奈川県、千葉県、福島県、福岡県と東京、北海道の6か所を巡る全11公演のライブツアー。
4月26日、新曲「いつだって、君も」を「にきちゃんの春ツアー2025〜my own color, my own dream〜」（＠新横浜NEW SIDE BEACH!!）にて初披露した。※島崎友莉亜のXの投稿により、曲名が判明。
4月29日、佐々木ほのかの四曲目となるソロ楽曲「rainbow☆road」を配信リリース。この日は「にきちゃんの春ツアー2025〜my own color, my own dream〜」の佐々木ほのか凱旋となる福岡DRUM SON公演当日でもある。
5月6日、「アップアップガールズ（仮）Anniversary LIVE FOREVER YOUNG～それぞれの人生が正解ですっ！～」（＠飛行船シアター）のオープニングアクトとして出演。
5月7日、「復刻!鍛治島SHOWROOM出張配信 ～2635日を一緒に迎えよう～」を渋谷LOFT HEAVENにて開催。連続2635日目となるSHOWROOM配信を視聴者と共に迎えるイベントで、回数にちなんでチケット代もSSチケット ¥12,635(税込) 、Aチケット ¥2,635(税込)に設定されたが、鍛治島の計算違いで実際には2634日目の配信となった。
5月25日、「緊急招集‼にきちゃん単独‼〜ツアーで入らなかったからここでやらせてくれ！〜」を原宿RUIDOで開催。なかなか披露することの少ないレア曲やソロ曲のシャッフルなどが行われた。
6月1日、新倉愛海生誕祭2025「①レベルアップクエスト(ソロ)／②レベルアップクエスト(マルチ)」を表参道GROUNDにて開催。
6月8日、第34回YOSAKOIソーラン祭りに「TEAMにきちゃんwithアプガ」として参加。
6月15日、「にきちゃんの春ツアー2025ふぁいなる〜my own color, my own dream〜 ーにきちゃんほーちゃん大行進ー」にて、佐々木ほのかが卒業。（6月21日に卒業セレモニーを開催。）また、新体制（高萩、鍛治島、島崎、新倉）となって初の楽曲「ビリーバー」を披露し、併せて、7月12日に初の単独コンサートを原宿RUIDOにて開催することを発表した。
6月22日、ABC IDOL（YOKOHAMA COAST garage+）にて新体制（高萩、鍛治島、島崎、新倉）として初めてのライブを実施。
7月26日、フジテレビ「TIF2025 presents アイドルだらけの ものまね王座決定戦」に高萩千夏が二年連続で出演。森高千里「私がオバさんになっても」を披露した。

## メンバー
| 名前        | よみ            | 生年月日（年齢）       | 出身地         | ニックネーム         | 担当カラー （2023年12月5日～） | 加入日         | 備考                                        |
| ----------- | --------------- | ---------------------- | -------------- | -------------------- | ------------------------------ | -------------- | ------------------------------------------- |
| 高萩 千夏   | たかはぎ ちなつ | 1997年7月4日（28歳）   | 福島県いわき市 | ちなっちゃん         | ピンク                         | 2017年02月25日 | リーダー 元アイくるガールズ 旧カラー： 水色 |
| 鍛治島 彩   | かじしま あや   | 1999年7月21日（26歳）  | 千葉県         | かじぃ               | 青                             | 2017年02月25日 | サブリーダー 特技：鼻リコーダー             |
| 島崎 友莉亜 | しまざき ゆりあ | 2002年11月22日（22歳） | 神奈川県       | ゆりゆり／しまちゃん | 緑                             | 2019年03月03日 | 元AIS -All Idol Songs- 旧カラー： 黄緑      |
| 新倉 愛海   | にいくら あみ   | 2003年6月1日（22歳）   | 神奈川県       | あみた               | オレンジ                       | 2019年03月03日 | 元TOY SMILEY（「新倉 あみ」）               |

### 旧メンバー
| 名前          | よみ            | 生年月日 （年齢）     | 出身地       | ニックネーム         | ペンライトカラー | 加入日         | 備考 |
| ------------- | --------------- | --------------------- | ------------ | -------------------- | ---------------- | -------------- | --- |
| 中沖 凜       | なかおき りん   | 2001年3月14日（24歳） | 富山県       | りんりん・りんちゃん |                  | 2017年03月18日 | 元Vienolossi 2018年12月31日卒業 （同時に芸能界引退） |
| 橋村 理子     | はしむら りこ   | 2000年1月31日（25歳） | 東京都       | りっこー             |                  | 2017年02月25日 | team・princessメンバー 2019年7月29日卒業 （同時に芸能界引退 →復帰し「加藤 理子」としてZero Project →「桃ノ井 理子」として空想キャリブレーション →さよならステイチューン） |
| 吉川 茉優     | よしかわ まゆ   | 1998年5月28日（27歳） | 秋田県秋田市 | まーちゃん           | 緑               | 2017年02月25日 | 元pramo（「MAYU」） 2022年5月22日卒業 |
| 中川 千尋     | なかがわ ちひろ | 2004年9月3日（20歳）  | 静岡県       | ちーこ               | ピンク           | 2018年04月21日 | team・princessメンバー 2023年4月30日卒業 |
| 森永 新菜     | もりなが にいな | 2001年6月16日（24歳） | 東京都       | にーな・になめぅ     | 紫               | 2019年03月03日 | 2020ミス・インターナショナル日本代表選出大会ファイナリスト（「WEBジェニック賞」受賞） 2023年4月30日卒業                                                                   |
| 佐々木 ほのか | ささき ほのか   | 2006年1月30日（19歳） | 福岡県       | ほーちゃん           | 赤               | 2018年04月21日 | 元青SHUN学園 （「早希 ほのか」） 2025年6月15日卒業 |

## グループ編成
| 日時           | メンバー                               | 増減 | 人数 | 発売シングル    |
| -------------- | -------------------------------------- | ---- | ---- | --------------- |
| 2017年02月25日 | 高萩千夏・吉川茉優・鍛治島彩・橋村理子 |      | 4人  |                 |
| 2017年03月18日 | 中沖凜 加入                            | ＋1  | 5人  | 1・2・3         |
| 2018年04月21日 | 中川千尋・佐々木ほのか 加入            | ＋2  | 7人  | 4・5            |
| 2018年12月31日 | 中沖凜 卒業                            | －1  | 6人  |                 |
| 2019年03月03日 | 島崎友莉亜・新倉愛海・森永新菜 加入    | ＋3  | 9人  | 6               |
| 2019年07月28日 | 橋村理子 卒業                          | －1  | 8人  | 7・8・9・10・11 |
| 2022年05月22日 | 吉川茉優 卒業                          | －1  | 7人  | 12              |
| 2023年04月30日 | 中川千尋・森永新菜 卒業                | －2  | 5人  |                 |
| 2025年06月15日 | 佐々木ほのか 卒業                      | －1  | 4人  |                 |

## 作品

### シングル
|    | 発売日         | タイトル                                                     | 最高位 | 備考 |
| -- | -------------- | ------------------------------------------------------------ | ------ | --- |
| 1  | 2017年08月15日 | Sun!×3/二の足Dancing                                         | 35位   | |
| 2  | 2018年01月01日 | どしゃぶりのテラス席/フユトテトテ                            | 24位   | |
| 3  | 2018年05月01日 | っていう初恋のお約束/ハッピースLOVE♡                         | 26位   | |
| 4  | 2018年08月07日 | 全部青春!/エンジェル演じて20年                               | 27位   | - 2期メンバー（中川千尋、佐々木ほのか）初参加シングル。 - つんく♂（シャ乱Q）をプロデューサーに迎えた3作連続シングルの第1弾。                                                                                      |
| 5  | 2018年12月25日 | かかって来なさい/OVER DRIVE                                  | 10位   | - 中沖凜ラスト参加シングル。 - つんく♂（シャ乱Q）をプロデューサーに迎えた3作連続シングルの第2弾。 |
| 6  | 2019年04月02日 | We are Winner!/スターティングオーバー                        | 15位   | - 3期メンバー（島崎友莉亜、新倉愛海、森永新菜）初参加シングル。 - 橋村理子ラスト参加シングル。 - つんく♂（シャ乱Q）をプロデューサーに迎えた3作連続シングルの第3弾。                                               |
| 7  | 2019年08月13日 | Be lonely together                                           | 19位   | - つんく♂（シャ乱Q）をプロデューサーにシングルの第4弾。 |
| 8  | 2020年01月 7日 | 世界で一番かわいいアイドル/し・て・る・も・ん                | 8位    | - 楽曲提供：大森靖子 |
| 9  | 2020年10月20日 | どのみちハッピー!/雨に唄えば/愛について考えるよ/エンドロール | 19位   | - 初の多面的なクアトロA面シングル。 |
| 10 | 2021年02月16日 | 強がりライライライ/セメテセメテ/ぱーれぇ〜/ガラスの純情      | 28位   | |
| 11 | 2022年05月10日 | だれだって、アイドル/カスタムにきちゃん/Tell Me/starry wink* | 19位   | - 吉川茉優ラスト参加シングル。 - カスタムにきちゃん 2022年3月13日に配信される。 - starry wink* 2022年3月28日に配信される。 - Tell Me 2022年5月2日に配信される。 - だれだって、アイドル 2022年5月9日に配信される。 |
| 12 | 2022年08月16日 | U(2)Zone LINE/恋はアップ(2)Summer                            | 26位   | - 吉川茉優の卒業後、7人体制初のシングル。 |

### 配信
|    | 開始日         | タイトル                                             | 備考 |
| -- | -------------- | ---------------------------------------------------- | --- |
| 1  | 2021年07月15日 | にきちゃんわんだーらんど                             | - 3ヵ月連続リリースの第1弾。 - メンバーの鍛治島彩が作曲。 |
| 2  | 2021年08月23日 | ナツメグ                                             | - 3ヵ月連続リリースの第2弾。 |
| 3  | 2021年09月27日 | ハイライト                                           | - 3ヵ月連続リリースの第3弾。 |
| 4  | 2021年11月27日 | しあわせの半径                                       | - メンバーの鍛治島彩が作曲。 |
| 5  | 2022年03月 7日 | バラードなんていらない                               | - 10週連続リリース企画第1弾。 - 佐々木ほのかソロ曲。 |
| 6  | 2022年 3月13日 | カスタムにきちゃん                                   | - 10週連続リリース企画第2弾。 - 11th シングル收錄。 |
| 7  | 2022年03月20日 | 恋藍                                                 | - 10週連続リリース企画第3弾。 - 吉川茉優ソロ曲。 |
| 8  | 2022年03月28日 | starry wink*                                         | - 10週連続リリース企画第4弾。 - 11th シングル收錄。 |
| 9  | 2022年04月 4日 | リスペクトーキョー（アップアップガールズ（２）ver.） | - 10週連続リリース企画第5弾。 - アップアップガールズ（仮）が2013年にシングルとして発表した楽曲。 - 全2曲。 - 1. リスペクトーキョー（東北ver.） / 高萩千夏、吉川茉優 - 2. リスペクトーキョー（東海道・山陽ver.） / 中川千尋、佐々木ほのか                                       |
| 10 | 2022年04月11日 | Stop Kidding Me / Keep Shining                       | - 10週連続リリース企画第6弾。 - 1期生の高萩千夏、吉川茉優、鍛治島彩によるユニット曲。 - Keep Shining 有馬えみり作詞。 - 全2曲。 - 1. Stop Kidding Me / アップアップガールズ(2)ファーストジェネレーション - 2. Keep Shining / アップアップガールズ(2)ファーストジェネレーション |
| 11 | 2022年04月18日 | 未来の合図                                           | - 10週連続リリース企画第7弾。 - 高萩千夏によるソロ曲。 - 有馬えみり作詞。 |
| 12 | 2022年04月25日 | KAJISTICK ALBUM                                      | - 10週連続リリース企画第8弾。 - 鍛治島彩ソロアルバム。 - 全8曲。 (4曲 + 各Instrumental) |
| 13 | 2022年05月 2日 | Tell Me                                              | - 10週連続リリース企画第9弾。 - 11th シングル収録。 |
| 14 | 2022年05月 9日 | だれだって、アイドル                                 | - 10週連続リリース企画第10弾。 - PVロケ地、神奈川県鎌倉市など。 - 11th シングル収録。 |
| 15 | 2022年06月13日 | U(2)Zone LINE                                        | - 2022年5月22日 吉川茉優卒業公演にて7人体制で初披露。 - 吉川茉優の卒業後、7人体制初の楽曲。 - 12th シングル収録。 |
| 16 | 2023年01月4日  | Life Is Beautiful                                    | - 3rd EP『二回目の青春』収録 先行配信 - メンバーの鍛治島彩が作曲 |
| 17 | 2023年07月6日  | はぴかむちゃん 〜Happy CAM Chance〜                  | - 3rd EP『二回目の青春』収録 先行配信 - アンジュルムの川村文乃が2023年のバースデーイベントにて歌唱（自身のあだ名にちなみ） |
| 18 | 2023年09月16日 | PuP                                                  | - 3rd EP『二回目の青春』収録 先行配信 |
| 19 | 2023年10月11日 | ポップコーン                                         | - 3rd EP『二回目の青春』収録 先行配信 |
| 20 | 2024年2月2日   | 君と僕の軌跡                                         | - 4th EP『EVER REMEMBER』収録 先行配信 - MVの撮影地は小湊鉄道小湊鉄道線 馬立駅 |
| 21 | 2024年11月 1日 | l♡co day! l♡ve day!／Dear your heart                 | - 4th EP『EVER REMEMBER』収録 先行配信 - 「Dear your heart」MVの撮影地はあらかわ遊園とその周囲にある都電荒川線や商店街、路上など |
| 22 | 2025年 4月15日 | ギリギリバーニング！                                 | - 1月4日、クラブチッタ川崎で開催された「アップアップガールズ（２）あつまれ！にきちゃんの2025☆♡』にて初披露。 - 作詞：NOBE 作曲：michitomo 編曲：新山俊也（GOLDTAIL） Music produced by michitomo（GOLDTAIL）                                                                   |
| 23 | 2025年 4月26日 | 二の足Dancing 2025ver.                               | - 高萩、鍛治島、佐々木、島崎、新倉が参加。 - メンバーはレコーディングしたことを覚えておらず、おそらく五人体制になった直後に撮ったものだと語っている。 |
| 24 | 2025年 5月17日 | 初恋Ding Dong                                        | - 高萩、鍛治島、佐々木、島崎、新倉が参加。 - 初披露は2018年4月21日のグループとして初のワンマンライブ。 |
| 25 | 2025年 5月24日 | Be lonely together 2025ver.                          | - 高萩、鍛治島、佐々木、島崎、新倉が参加。 - つんく♂がプロデュースした楽曲としては初の再録バージョンとなる。 |
| 26 | 2025年 5月31日 | OVER DRIVE 2025ver.                                  | - 高萩、鍛治島、佐々木、島崎、新倉が参加。 - 2024年春ツアーよりマフラータオル等を使用した振付に変更されている。 |
| 27 | 2025年 6月7日  | いつだって、君も                                     | - 高萩、鍛治島、佐々木、島崎、新倉が参加。現体制最後の楽曲となる。 - 2025年4月26日、春ツアーにて初披露。 - 作詞・作曲：ナツノコエ 編曲：T@KA - 6月21日、MVが公開。 |

### アルバム
|   | 発売日          | タイトル    | 最高位 | 備考 |
| - | --------------- | ----------- | ------ | --- |
| 1 | 2019年011月12日 | アオハル1st | 24位   | - 参加メンバー - 1期メンバー 高萩千夏、吉川茉優、鍛治島彩 - 2期メンバー 中川 千尋、佐々木ほのか - 3期メンバー 森永 新菜、島崎友莉亜、新倉愛海 |

### EPアルバム
|    | 発売日         | タイトル                                                                          | 最高位 | 備考 |
| -- | -------------- | --------------------------------------------------------------------------------- | ------ | --- |
| 1  | 2021年11月16日 | にきちゃんわんだーおんぱれーど                                                    | 32位   | - 参加メンバー - 1期メンバー 高萩千夏、吉川茉優、鍛治島彩 - 2期メンバー 中川 千尋、佐々木ほのか - 3期メンバー 森永 新菜、島崎友莉亜、新倉愛海 |
| 2  | 2023年2月22日  | Life Is Beautiful/シーユーだけ。/Dong-Dong-Dong!!!!!!!!/ドレス/好きな人の好きな人 | 34位   | - 参加メンバー - 1期メンバー 高萩千夏、鍛治島彩 - 2期メンバー 中川 千尋、佐々木ほのか - 3期メンバー 森永 新菜、島崎友莉亜、新倉愛海 1. Life Is Beautiful 作詞：NOBE 作曲：鍛治島彩 編曲：佐々木侑太 Music produced by michitomo(GOLDTAIL) 2. シーユーだけ。 作詞・作曲：ナツノコエ 編曲：TAKA 3. Dong-Dong-Dong!!!!!!!! 作詞・作曲：ケンカイヨシ 編曲：ケンカイヨシ / chock 4. ドレス 作詞：きなみうみ 作曲：michitomo/きなみうみ 編曲：きなみうみ(GOLDTAIL) Music Produced by michitomo(GOLDTAIL) 5. 好きな人の好きな人 作詞・作曲・編曲：ヤマモトショウ |
| 3  | 2023年11月14日 | 2回目の青春                                                                       | 39位   | - 参加メンバー - 1期メンバー 高萩千夏、鍛治島彩 - 2期メンバー 佐々木ほのか - 3期メンバー 島崎友莉亜、新倉愛海 1. 2回目の青春 作曲・楽曲プロデュース:michitomo 作詞:保村真咲 2. ポップコーン 楽曲プロデュース:michitomo 作詞・作曲:保村真咲 3. PuP 作曲・楽曲プロデュース:michitomo 作詞:有馬えみり 4. HIGH COLOR NEW COLOR 作詞・編曲:からっぽペペロンチーノ 作曲:楢原英介 5. はぴかむちゃん～Happy CAM Chance～ 作曲・楽曲プロデュース:michitomo 作詞:有馬えみり |
| ４ | 2024年11月19日 | EVER REMEMBER                                                                     |        | - 参加メンバー - 1期メンバー 高萩千夏、鍛治島彩 - 2期メンバー 佐々木ほのか - 3期メンバー 島崎友莉亜、新倉愛海 1. EVER REMEMBER 作詞：伊藤真人 作曲：Ryota 編曲：からっぽペペロンチーノ 2. l♡co day! l♡ve day! 作詞：有馬えみり 作曲：田中希 michitomo 編曲：田中希 3. Dear your heart 作詞：有馬えみり 作曲：michitomo 編曲：新山俊也 4. 正解ですっ！(にきちゃんver.) 作詞：NOBE 作曲：新山俊也 michitomo 編曲：新山俊也 5. 君と僕の軌跡 作詞：有馬えみり 作曲：michitomo 編曲：新山俊也 6. EVER REMEMBER (Instrumental) 7. l♡co day! l♡ve day! (Instrumental) 8. Dear your heart (Instrumental) 9. 正解ですっ！ (Instrumental) 10. 君と僕の軌跡 (Instrumental) |

#### 参加シングル
- アップアップガールズ（仮）「アッパーディスコ/FOREVER YOUNG」 - コーラスやジャケット写真、ミュージックビデオに参加[83]。また、通常盤Cに「FOREVER YOUNG [アップアップガールズ（2）Ver.]」を収録[84]。

#### 未発表楽曲
- 「さんきゅーデスっ!!」 - 2025年5月19日に開催された「Project I-dream TikTok LIVE」にて披露された。イベントの課題曲として同じ楽曲で歌詞と振付を参加グループそれぞれがオリジナルで考案し、発表した。惜しくも優勝を逃したため、イベント内のみでの楽曲となった。歌詞は鍛治島彩の骨子を基に作成された。[85]

## 出演

### ライブ・コンサート

#### 合同ライブ・コンサート／ライブイベント・音楽フェス
| 2017年             | 2017年                                                                        | 2017年                 | 2017年 |
| 日付               | イベント名                                                                    | 会場                   | 備考 |
| ------------------ | ----------------------------------------------------------------------------- | ---------------------- | --- |
| 2017年6月6日       | 古川小夏Presents アップアップガールズ(2)1日遅れの小夏パイセンお祝いスペシャル | AKIBAカルチャーズ劇場  | 開場：18時30分 開演：19時00分                                                                                                |
| 2017年8月4日 - 6日 | TOKYO IDOL FESTIVAL2017                                                       | お台場・青海周辺エリア | 出演：8月4日 11:25～11:40 SMILE GARDEN／17:05～17:20 SKY STAGE 8月6日 11:15～11:30 DOLL FACTORY／16:05～16:20 FESTIVAL STAGE |
| 2017年12月17日     | T-Palette Records presents [Live]meets palette                                | 代官山UNIT/SALOON      | 出演：12:30〜12:55 |

| 2018年              | 2018年                                                                        | 2018年                                      | 2018年                                                                                               |
| 日付                | イベント名                                                                    | 会場                                        | 備考                                                                                                 |
| ------------------- | ----------------------------------------------------------------------------- | ------------------------------------------- | --- |
| 2018年7月7日        | アップアップガールズ（フェス）                                                | 恵比寿 LIQUIDROOM                           | 開場：16時00分 開演：16時30分                                                                        |
| 2018年7月8日        | アイドル横丁まつり!!〜2018〜                                                  | 横浜赤レンガ倉庫                            | 出演：10:45〜11:00 横丁4番地／ 12:40〜12:55 横丁3番地                                                |
| 2018年7月22日       | SEKIGAHARA IDOL WARS 2018〜関ケ原唄姫合戦〜                                   | 桃配運動公園                                | 出演：11:25～11:45 徳川ステージ／ 16:40～16:55 戦国ステージ                                          |
| 2018年7月28日       | 六本木アイドルフェスティバル 2018                                             | 六本木ヒルズアリーナ                        | 出演：14:35〜14:50                                                                                   |
| 2018年8月3日 - 5日  | TOKYO IDOL FESTIVAL 2018                                                      | お台場・青海周辺エリア                      | 出演：8月3日 11:15～11:30 SKY STAGE／17:30～17:45 FUJI YOKO STAGE 8月5日 12:45～13:00 FESTIVAL STAGE |
| 2018年8月4日        | FUMIHIKO PICNIC 2018                                                          | ZOZOマリンスタジアム 外周エリア             | 出演：14：35～                                                                                       |
| 2018年8月17日       | ODYSSEY Presents「GIRLS IDOL SPLASH!!」                                       | Zepp DiverCity                              | |
| 2018年8月18日       | tvk「ミュートマ２」presents 帰ってきた アイドル・オン・ザ・ビーチ in 三浦海岸 | OTODAMA SEA STUDIO                          | |
| 2018年8月19日       | アップアップガールズ(２)＆(プロレス) メンバー対抗 実力診断テスト              | AKIBAカルチャーズ劇場                       | 開場：16時00分 開演：16時30分                                                                        |
| 2018年8月24日       | ＠JAM EXPO 2018×汐パラステージ                                                | 日本テレビ１F大屋根（未来のミライステージ） | |
| 2018年8月26日       | @JAM EXPO 2018                                                                | 横浜アリーナ                                | |
| 2018年10月6日 - 7日 | ～ヤングチャンピオン創刊30周年記念～ OISOアイドルビーチ2018                   | 大磯ロングビーチ                            | |
| 2018年10月8日       | 日本工学院ミュージックカレッジpresents八王子大作戦2018                        | 片柳記念ホール前・野外特設ステージ          | |
| 2018年10月14日      | LEGEND FESTA 2018                                                             | 埼玉県秩父ミューズパーク                    | |
| 2018年11月24日      | ワングーフェス                                                                | つくばセンター広場 Wonder Stage             | |
| 2018年12月8日       | Meet The Idol in TAIWAN Supported by @JAM                                     | Syntrend 三創生活園區                       | |
| 2018年12月15日      | 新星堂presents iPop fes Vol.76                                                | 池袋サンシャインシティ 噴水広場             | |

| 2019年             | 2019年                                                      | 2019年                 | 2019年                        |
| 日付               | イベント名                                                  | 会場                   | 備考                          |
| ------------------ | ----------------------------------------------------------- | ---------------------- | ----------------------------- |
| 2019年1月2日       | TOKYO IDOL PROJECT×@JAMニューイヤープレミアムパーティー2019 | お台場・青海周辺エリア |                               |
| 2019年1月11日      | じゃぱんぐ♪ vol.79                                          | AiSOTOPE LOUNGE        |                               |
| 2019年1月26日      | 新春3MAN LIVE                                               | Bayside Livehall       |                               |
| 2019年1月27日      | 空想モーメントL+大主催LIVE～+-+ vol.1～                     | DRUM LOGOS             |                               |
| 2019年2月10日      | 館林ホットホットアイドルフェスティバル Vol.4                | アゼリアホール         |                               |
| 2019年3月10日      | @JAM PARTY vol.36                                           | AKIBAカルチャーズ劇場  |                               |
| 2019年4月13日      | @JAM THE WORLD 春のジャムまつり！2019                       | 新宿BLAZE              |                               |
| 2019年5月5日       | FLOWER supported by instax SQUARE SQ10                      | SUNHALL                |                               |
| 2019年7月15日      | アップアップガールズ（フェス）2019                          | 新宿BLAZE              | 開場：15時30分 開演：16時00分 |
| 2019年8月2日 - 4日 | TOKYO IDOL FESTIVAL 2019                                    | お台場・青海周辺エリア |                               |

| 2020年（更新中） | 2020年（更新中）                                            | 2020年（更新中）           | 2020年（更新中） |
| 日付             | イベント名                                                  | 会場                       | 備考 |
| ---------------- | ----------------------------------------------------------- | -------------------------- | --- |
| 2020年1月2日     | TOKYO IDOL PROJECT×@JAMニューイヤープレミアムパーティー2020 | Zepp TOKYO Zepp Diver City | 11:10～11:50 ライブ NewYear Stage(Zepp DiverCity） 12:30～13:00 イベント 屋台エリア(Zepp DiverCity(TOKYO)ロビー 15:30～16:00 ライブ Premium Stage(Zepp Tokyo)※マジカル・パンチラインとコラボ |

| 2021年（更新中）  | 2021年（更新中）                                                                                                  | 2021年（更新中）                        | 2021年（更新中） |
| 日付              | イベント名 | 会場                                    | 備考 |
| ----------------- | --- | --------------------------------------- | --- |
| 2021年2月27日(土) | YUME FES Vol.1 | 神田明神ホール                          | 14:20～14:45 ライブ 出演：夢みるアドレセンス／アップアップガールズ（2）／#2i2／Shibu3 project／littlemore.                                                     |
| 3月7日(日)        | まけんグミ☆CONTENT EXPO                                                                                           | 新木場USEN STUDIO COAST                 | |
| 4月3日(土)        | NATSUZOME 2021 | 稲毛海浜公園野外音楽堂                  | |
| 4月10日(土)       | IDOL CONTENT EXPO 神田明神ホール Vol.16 新進気鋭スペシャル                                                        | 神田明神ホール                          | 18:30～18:55 ライブ |
| 4月13日(火)       | 渋谷LOFT9アイドル倶楽部vol.22                                                                                     | LOFT9 Shibuya                           | 配信時間 19:00～21:00 出演：中山碧瞳（Awww!）、佐々木ほのか（アップアップガールズ(2)）、永野芹佳（AKB48）、珠原海愛（Jewel☆Neige）、竹本あいり（Devil ANTHEM） |
| 4月17日(土)       | Girl’s Bomb!! 春の祭典                                                                                            | 新木場 USEN STUDIO COAST                | |
| 4月24日(土)       | @JAM THE WORLD 春のジャムまつり！2021                                                                             | 新宿BLAZE                               | |
| 4月29日(木)       | dot yell fes vol.4                                                                                                | WITH HARAJUKU HALL                      | |
| 5月1日(土)        | GWだよ！六本木アイドルフェスティバル                                                                              | 東京都 EX THEATER ROPPONGI              | |
| 5月2日(日)        | IDOL CONTENT EXPO @ 品川インターシティホール supported byダイキサウンド ～もう出来ないのか幕張!?過去最大級SP!!!～ | 品川インターシティホール                | |
| 5月5日(水)        | HYPE IDOL！FESTIVAL!!                                                                                             | 新木場 USEN STUDIO COAST                | |
| 5月9日(日)        | サコフェス VOL.3.5                                                                                                | TSUTAYA O-WEST                          | |
| 5月16日(日)       | クロフェス2021 - 2回目だしん！みんなでアイドル祭りだ ワワワワワァ〜♪-                                             | 新木場 USEN STUDIO COAST                | |
| 5月20日(木)       | NEO IDOL LEGION supported by TALE                                                                                 | Zepp Haneda                             | 18:45～19:05 ライブ |
| 5月23日(日)       | TOKYO MX GirlsPopParadise presents ULTRA PARK 2daysLivePremium0522-0523                                           | ヒューリックホール東京                  | 18:20～18:50 ライブ |
| 5月29日(土)       | アップアップガールズ（２） と クロスノエシス                                                                      | TSUTAYA O-nest                          | 開場16:00／開演16:30 出演：アップアップガールズ（２）/ クロスノエシス                                                                                          |
| 5月30日(日)       | 明治学院大学横浜キャンパス 戸塚まつりチャリティ『 TOTSU凸FES 2021 』                                              | 無観客オンラインライブ                  | 13:05～13:35 ライブ |
| 6月6日(日)        | GIRLS☆DELIGHT#86-1部-                                                                                             | 神田明神ホール                          | 13:35～13:55 ライブ |
| 6月9日(水)        | Girl’s Bomb!! 〜ロックの日なのにアイドルやります！〜                                                              | TSUTAYA O-EAST / TSUTAYA O-WEST         | 17:05～17:25 ライブ(TSUTAYA O-EAST) |
| 6月19日(土)       | かみやど主催ライブ ROAD TO KT Zepp Yokohama 〜私たちそれぞれのROAD TO～ supported byダイキサウンド                | 新宿住友ホール                          | 17:37～18:02 ライブ |
| 6月21日(月)       | ウチ勝 ウチらしか勝たん Vol.3                                                                                     | 赤羽ReNY alpha                          | 開場17:30／開演18:00 出演：アップアップガールズ（２）/ 劇場版ゴキゲン帝国∞                                                                                     |
| 6月22日(火)       | かみやど主催 ROAD TO KT Zepp Yokohama 〜私たちそれぞれのROAD TO～２マンライブ編 supported byダイキサウンド        | BATUR TOKYO                             | 19:00～19:40 ライブ |
| 6月29日(火)       | キュンキュン大作戦 Vol.1                                                                                          | 新宿ReNY                                | 19:05～19:30 ライブ |
| 7月3日(土)        | 超NATSUZOME2021                                                                                                   | 海浜幕張公園Gブロック                   | |
| 7月6日(火)        | IDOL CONTENT EXPO @ 新宿BLAZE 七夕前夜祭                                                                          | 新宿BLAZE                               | |
| 7月11日(日)       | dot yell fes vol.6                                                                                                | WITH HARAJUKU HALL                      | |
| 7月17日(土)       | ZAWA Fes.2021 | 埼玉県所沢市 ジャパンパビリオン ホールA | |
| 7月24日(土)       | 来年まで待てない！ SEKIGAHARA IDOL WARS 2021 〜関ケ原唄姫合戦〜in 尾張                                            | Aichi Sky Expo 愛知県国際展示場         | |
|                   | |                                         | |

| 2022年                 | 2022年 | 2022年 | 2022年 |
| 日付                   | イベント名 | 会場 | 備考 |
| ---------------------- | --- | --- | --- |
| 2022年1月8日(土)       | IDOL CONTENT EXPO ＠ ヒューリックホール東京 年明け3DAYS SPライブ!!!                                                       | ヒューリックホール東京 | 19:26〜19:46 ライブ |
| 1月9日(日)～10日(月祝) | ゲ•キ•ア•ツ ‼︎【アイコレ⭐︎Fes PREMIUM】新春SP！                                                                            | 室町三井ホール | 1/9 15:00〜15:20 ライブ ※スケジュールの都合で新倉は欠席 1/10 14:35〜14:55 ライブ |
| 1月9日(日)             | カフェレボ！新年3manSP!!!                                                                                                 | 横浜1000CLUB | 19:20～19:50 ライブ |
| 1月11日(火)            | MAPAツーマンライブ3連戦!!!                                                                                                | 六本木BIGHOUSE | 開場18:00／開演18:30 |
| 2月1日(火)～2日(水)    | アップアップガールズ（仮）×アップアップガールズ（２）のトーーク                                                           | 下北沢ろくでもない夜 | 開場18:40／開演19:00 出演： 2月1日（アップアップガールズ（仮）関根梓／アップアップガールズ（２）高萩千夏） 2月2日（アップアップガールズ（仮）工藤菫／アップアップガールズ（２）佐々木ほのか） |
| 2月6日(日)             | 開歌-かいか- NEW ALBUM『折々』RELEASE PARTY                                                                               | 新宿LOFT | 17:50～18:15 ライブ |
| 2月12日(土)            | 第10回 台北國際動漫節 | 台北世貿一館 | 12:30～13:15 ライブ（ICHIBAN JAPAN STAGE） |
| 2月13日(日)            | @JAM PARTY vol.69 | 横浜みなとみらいブロンテ | 18:40～19:10 ライブ |
| 2月14日(月)            | キミだけのわたしになりたい！ずっきゅん♪ バレンタインイベント                                                              | タワーレコード池袋店 店内イベントスペース | 入場開始18:30／イベントスタート19:00 |
| 2月17日(木)            | 劇場版ゴキゲン帝国∞ 主催対バンライブ「ウチ勝 Vol.5」                                                                      | 赤羽ReNY alpha | ※運営スタッフが新型コロナウィルス感染のため出演辞退 |
| 3月5日(土)             | MAGNETIC FESTIVAL in 大手町三井ホール ~ひな祭りスペシャル~ DAY 1                                                          | 大手町三井ホール | 16:30～16:50 ライブ |
| 3月12日(土)            | IDORISE!! FESTIVAL 2022                                                                                                   | Spotify O-EAST、Spotify O-WEST、Spotify O-nest、Spotify O-Crest、duo MUSIC EXCHANGE、WOMBLIVE                                                       | 15:30～16:00 ライブ（Spotify O-EAST） |
| 3月14日(月)～15日(火)  | アップアップガールズ（仮）とアップアップガールズ（２）のトーーク                                                          | 下北沢ろくでもない夜 | 開場18:40／開演19:00 出演： 3月14日（アップアップガールズ（仮）古谷柚里花、アップアップガールズ（２）吉川茉優） 3月15日（アップアップガールズ（仮）住田悠華、アップアップガールズ（２）新倉愛海） |
| 3月17日(木)            | LEADING PREMIUM | 代官山 UNIT | 18:25～18:55 ライブ |
| 4月8日(金)             | ジャイアンナイト静岡〜あたらしいまつり〜                                                                                  | LIVE ROXY SHIZUOKA | 19:35～20:05 ライブ |
| 4月14日(木)            | 新宿においでよ！クマリデパート                                                                                            | 新宿BLAZE | 開場18:30／開演19:00 出演：クマリデパート/アップアップガールズ（２） |
| 4月19日(火)            | HIKARI NOA Solo Project〜Road to Death match〜「I'm Alive CD&写真集発売イベント」                                         | タワーレコード池袋店 店内イベントスペース | 19:00〜19:30 トークイベント 出演：乃蒼ヒカリ／ゲスト：鍛治島彩 |
| 4月23日(土)            | @JAM THE WORLD 春のジャムまつり！2022                                                                                     | 新宿BLAZE | 18:40～19:00 ライブ |
| 4月26日(火)            | 吉川茉優と古谷柚里花のうーーたーー！                                                                                      | 下北沢ろくでもない夜 | 開場18:40／開演19:00 出演：アップアップガールズ（仮）古谷柚里花、アップアップガールズ（２）吉川茉優 |
| 4月30日(土)            | クロフェス2022～今年は野外フェスで盛り上がるしん！！～                                                                    | 海の森水上競技場 | 10:45～11:05 ライブ（ダイヤモンドステージ） |
| 4月30日(土)            | ZAWA Fes.2022 GWSP【Day1 Part.2】                                                                                         | 埼玉県所沢市 ジャパンパビリオン ホールA | 19:50～20:15 ライブ |
| 5月2日(月)             | 超！喰らいマックスIDOL 2022 Supported By くじライブ                                                                       | 日比谷公園 にれのき広場特設ステージ | 12:40～13:00 ライブ |
| 5月3日(火)～4日(水)    | よかもんフェス2022どんたくSP 2DAYS                                                                                        | DRUM LOGOS | 5月3日 14:30～ ライブ 5月4日 17:30～ ライブ |
| 5月4日(水)             | キャナルアイドルフェス | キャナルシティ博多 B1Fサンプラザステージ | 13:05～13:25 ライブ |
| 5月7日(土)             | JAPAN CENTRAL IDOL FESTIVAL 2022                                                                                          | Aichi Sky Expo | 15:20～ ライブ（Ocean） 18:55～ ライブ（FRONTIER） |
| 5月8日(日)             | SUPER MAWA LOOP OSAKA 2022                                                                                                | なんばHatch / BIGCAT / OSAKA MUSE / Music Club JANUS / DROP / BEYOND / VARON / FANJtwice / ANIMA / Pangea                                           | 18:20～ ライブ（OSAKA MUSE） |
| 6月12日(日)            | アップアップガールズ（２）U (２) Zone LINE                                                                                | 表参道GROUND | ①開場13:00／開演13:30 ②開場17:00／開演17:30 |
| 6月15日(水)            | SANBAKA VS CIRCUIT! 〜8th.Stage.〜 VS アップアップガールズ（２）                                                          | 柏PALOOZA | 開場18:30／開演19:00 |
| 6月17日(金)            | @JAM MEETS 〜オールナイトスペシャル〜 vol.4                                                                               | 川崎CLUB CITTA' | 27:45～28:05 ライブ ※オールナイトイベントのため、中川千尋・佐々木ほのかの出演なし |
| 6月18日(土)            | YATSUI FESTIVAL! 2022 | Spotify O-EAST / Spotify O-WEST / Spotify O-nest / Spotify O-Crest duo MUSIC EXCHANGE / clubasia / 7th FLOOR / LOFT9 Shibuya / HARLEM PLUS / 東間屋 | 13:10～13:40 ライブ（clubasia） |
| 6月19日(日)            | アップアップガールズ（２）U (２) Zone LINE                                                                                | 表参道GROUND | ①開場13:00／開演13:30 ②開場17:00／開演17:30 |
| 6月21日(火)            | HIKARI NOA Solo Project〜Road to Death match〜「I'm Alive CD&写真集発売イベント」                                         | タワーレコード池袋店 店内イベントスペース | 19:00〜19:30 トークイベント 出演：乃蒼ヒカリ／ゲスト：中川千尋 |
| 6月25日(土)            | IDOL CONTENT EXPO ＠ アイコン生誕10周年 2会場連動 後夜祭                                                                  | Spotify O-EAST | 19:20～19:40 ライブ |
| 6月30日(木)            | 山田社長とmichitomoPとアプガの音楽                                                                                        | 下北沢ろくでもない夜 | 開場18:40／開演19:00 出演：YU-M山田社長、michitomo ゲスト：古谷柚里花、青柳佑芽（アップアップガールズ（仮））／佐々木ほのか、島崎友莉亜（アップアップガールズ（２）） |
| 7月1日(金)             | アルティメットサマーズ2022                                                                                                | 光が丘IMAホール | 20:15～20:40 ライブ |
| 7月3日(日)             | 超NATSUZOME 2022 | 幕張海浜公園Gブロック | 14:25～14:45 ライブ（染(SOMARI)） |
| 7月16日(土)            | SPARK 2022 in YAMANAKAKO                                                                                                  | 山中湖交流プラザきらら | ※高萩、中川、新倉の新型コロナウイルス感染により出演辞退 |
| 7月17日(日)            | アップアップガールズ（仮）＆アップアップガールズ（２） GO!DO!LIVE!パワー盛りanother side                                  | 恵比寿 LIQUIDROOM | 開場：15時30分 開演：16時00分 関根梓、高萩千夏、中川千尋、新倉愛海は欠席 |
| 7月31日(日)            | 未来都市型フェスティバル ガラフェス 〜トロピカルリベンジャーズ〜                                                          | 上野恩賜公園野外ステージ | 12:40～ ライブ |
| 7月31日(日)            | 六本木アイドルフェスティバル2022                                                                                          | 六本木ヒルズアリーナ | 16:10～16:30 ライブ 17:20～17:40 カラオケコラボ |
| 8月5日(金)             | TOKYO IDOL FESTIVAL 2022 supported by にしたんクリニック                                                                  | お台場・青海周辺エリア | 13:55～ ライブ(HOT STAGE) 19:10～ IDOL CLUB NIGHT(SMILE GARDEN)※佐々木、森永出演 時間未定 スナックうめ子(INFO CENTRE)※鍛治島出演 |
| 8月6日(土)             | TOKYO IDOL FESTIVAL 2022 supported by にしたんクリニック                                                                  | お台場・青海周辺エリア | 11:30～ ライブ(ENJOY STADIUM) 13:35～ ライブ(SMILE GARDEN) 18:25～ IDOL SUMMER JAMBOREE ACOUSTIC(SMILE GARDEN)※高萩出演 時間未定 スナックうめ子(INFO CENTRE)※鍛治島、佐々木、森永、新倉出演 |
| 8月7日(日)             | TOKYO IDOL FESTIVAL 2022 supported by にしたんクリニック                                                                  | お台場・青海周辺エリア | 9:30～ ラジオ体操(SMILE GARDEN)※鍛治島、佐々木出演 10:00～ ライブ(DOLL FACTORY) 11:30～ IDOL SUMMER JAMBOREE DAY3(SMILE GARDEN)※佐々木出演 14:30～ お笑い部 おもカワ～アイドル大喜利選手権～supported by ナタリー(INFO CENTRE)※鍛治島出演 18:20～ ライブ(DREAM STAGE) 19:40～ グランドフィナーレ2022(HOT STAGE)※佐々木出演 時間未定 スナックうめ子(INFO CENTRE) |
| 8月10日(水)            | DIAMOND FES 2022 GIRLS EDITION SUMMER                                                                                     | Zepp DiverDity | 19:50～ ライブ 20:55～ アフタートーク※新倉出演 ※スケジュール都合で佐々木は欠席 |
| 8月13日(土)            | Water Rand 2022 TOKYO ODAIBA -IDOL DAY-                                                                                   | 東京青海R地区特設ステージ | ※台風8号の関東直撃予報に伴い、中止 |
| 8月13日(土)            | ＠JAM STUDIO ～@JAM EXPO2022直前スペシャル～                                                                              | オンライン配信 | 19:00～20:30 生配信 |
| 8月27日(土)            | @JAM EXPO 2022 | 横浜アリーナ | 10:50〜 ライブ(ブルーベリーステージ) 13:05〜 ドルバナ出張版(鍛治島) 17:05〜 ライブ(ストロベリーステージ) 18:05〜 トークステージ |
| 8月28日(日)            | @JAM EXPO 2022 | 横浜アリーナ | 11:00～ ライブ(キウイステージ) 19:40～ グランドフィナーレ(鍛治島) |
| 9月2日(金)             | michitomo Friday☆Night Vol.10                                                                                             | ロフトプラスワン | 開場：18時30分 開演：19時00分 ゲスト：高萩千夏 |
| 9月10日(土)            | Remember Girl’s Power!! 2022                                                                                              | サンシャインシティ 噴水広場 | 15:50～ ライブ |
| 9月11日(日)            | @JAM PARTY vol.76〜@JAM EXPO 2022アフタートーク＆ライブ〜                                                                 | 横浜みなとみらいブロンテ | 1部：開場11:00 開演11:30 2部：開場16:00 開演16:30 出演：アップアップガールズ（2）/キミイロプロジェクト/SW!CH/Palette Parade/BOY MEETS HARU（1部のみ）/ネオンレイン（2部のみ） |
| 9月12日(月)            | 鍛治島彩 CD Single「KAJISTICK ALBUM」発売イベント                                                                         | タワーレコード池袋店 店内イベントスペース | 17:00～ 店頭販売開始 19:00〜 イベントスタート |
| 9月16日(金)            | 鍛治島彩「KAJISTICK ALBUM」インターネットサイン会                                                                         | オンライン配信 | 19:00〜20:00 |
| 9月18日(日)            | LIVE SHOW CASE Extra | 横浜ベイルホール | 19:15～19:40 ライブ |
| 9月22日(木)            | MARQUEE祭 Vol.120 | Spotify O-WEST | 19:10～19:35 ライブ |
| 9月23日(金祝)          | HYPEIDOL!vol.22 | 山野ホール | 19:55～20:15 ライブ |
| 9月24日(土)            | エモフェス2022 伝説の雷舞-温虎知新- エモフェス2022 伝説の虎ビュート雷舞                                                   | 新宿ReNY | ①エモフェス2022 伝説の雷舞-温虎知新- 開場10:30／開演11:00 ②エモフェス2022 伝説の虎ビュート雷舞 開場18:30／開演19:00※高萩出演 |
| 9月24日(土)            | IDOL CONTENT EXPO ＠品川ザ・グランドホール supported byダイキサウンド ～幕張まではもう直前！今年の秋は品川で大集合SP!!!～ | 品川ザ・グランドホール | 18:35～18:55 ライブ |
| 9月25日(日)            | IDOL CONTENT EXPO ＠品川ザ・グランドホール supported byダイキサウンド ～幕張まではもう直前！今年の秋は品川で大集合SP!!!～ | 品川ザ・グランドホール | 19:00～19:20 ライブ ※スケジュール都合で中川は欠席 |
| 9月27日(火)            | アップアップガールズ（２）帰ってきた！大抽選会                                                                            | オンライン配信 | ①18:30～20:00(高萩千夏・佐々木ほのか・中川千尋・森永新菜) ②20:00～21:30(鍛治島彩・島崎友莉亜・新倉愛海) |
| 10月1日(土)            | DDD~Discovery iDol Depot~                                                                                                 | 白金高輪SELENE b2 | 19:50～20:10 ライブ |
| 10月4日(火)            | LEADING UNIT | 代官山UNIT | 開場：18時15分 開演：19時00分 出演：アンスリューム / アップアップガールズ（２） / ナナランド / Pallet Parade |
| 10月6日(木)            | IDOL CONTENT EXPO @ 新宿BLAZE～ハロウィン月間SPECIAL LIVE!!!～                                                            | 新宿BLAZE | 19:55～20:15 ライブ ※スケジュール都合で佐々木は欠席 |
| 10月9日(日)            | MISAKI IDOL FES | みさき公園特設ステージ | 11:25～11:55 ライブ（YSC STAGE） |
| 10月9日(日)            | アップアップガールズ（仮）アップアップガールズ（２）ミニライブ＆特典会                                                    | 大阪府ヨドバシカメラマルチメディア梅田 1F 阪急側エントランス                                                                                        | 開場16:20／開演16:30 |
| 10月10日(月)           | Funpalフェスvol.1 | 品川グランドホール | 12:35～12:50 ライブ |
| 10月15日(土)           | 海辺de秋祭り2022 | 三崎公園野外音楽堂 | 16:44～17:19 ライブ |
| 10月30日(日)           | Appare! HALLOWEEN 2022 Day2                                                                                               | 東京タワー スタジオアース | 18:35～18:55 ライブ |
| 11月3日(木)            | @JAM×アイドル横丁 presents 「秋葉原アイドルサーキット vol.2」                                                             | 神田明神ホール／パームス秋葉原店／TwinBox AKIHABARA／TwinBox GARAGE／秋葉原ZEST                                                                     | 18:20～18:40 ライブ(神田明神ホール) |
| 11月5日(土)            | Super Princess's Party IN 東京ドームシティ                                                                                | 東京ドームシティ「プリズムホール」 | 19:00～19:30 ライブ |
| 11月11日(金)           | じゃぱんぐ♪19周年 | AiSOTOPE LOUNGE | 21:45～22:10 ライブ ※参加メンバー：高萩・鍛治島・森永・島崎・新倉 |
| 11月12日(土)           | アップアップガールズ（２） AUTUMN CUP                                                                                     | HADO ARENA お台場店 | 17:00～ 受付開始／18:00～ 開演 |
| 11月13日(日)           | ①『カフェレボ in TOKYO -DAY-』 ②『カフェレボ in TOKYO -NIGHT-』                                                           | 池袋harevutai | ①13:40～14:00 ライブ ②17:50～18:15 ライブ |
| 11月16日(水)           | えのぐ NEW ALBUM「なら、真っ白から始めよう。」RELEASE PARTY Vol.3                                                         | GRIT at shibuya | 19:00～19:35 ライブ |
| 11月19日(土)           | OTA FES 2022 | Spotify O-Crest /GRIT at Shibuya /チェルシーホテル /スターラウンジ /TAKE OFF 7 /DAIA                                                                | 17:30～17:50 ライブ（GRIT at Shibuya） |
| 11月24日(木)           | グラヴィティ定期公演 重力祭特別編                                                                                         | 新宿KeyStudio | 20:05～20:30 ライブ |
| 11月25日(金)           | @JAM MEETS〜オールナイトスペシャル〜 vol.6                                                                                | 川崎CLUB CITTA' | 28:25～28:45 ライブ |
| 11月26日(土)           | .BPMの月曜からドット話しましょう                                                                                          | 新宿ReNY | 13:55～14:20 ライブ |
| 12月3日(土)            | Gran☆Ciel濱田菜々バースデーLIVE2022                                                                                       | 池袋 harevutai | 開場12:00／開演12:30 出演：Gran☆Ciel ゲスト：鍛治島彩(アップアップガールズ（２）)、佐々木 美紅 |
| 12月3日(土)            | 米山穂香生誕祭2022 | 新宿ReNY | 開場17:15/開演18:00 |
| 12月15日(木)           | アップアップガールズ（２）とクマリデパート                                                                                | 赤羽ReNY alpha | 開場18:30/開演19:00 |
| 12月17日(土)           | アップアップガールズ（仮）& アップアップガールズ（２） GO！DO！LIVE！2022総決算！                                         | 渋谷WWW X | ①部：開場14:00/開演14:30 ②部：開場18:00/開演18:30 |
| 12月22日(木)           | アップアップガールズ（２）とOCHA NORMA                                                                                    | SpotifyO-WEST | 開場18:30／開演19:00 出演：アップアップガールズ（２）、OCHA NORMA ※11月21日の振替 |
| 12月24日(土)           | HYPEIDOL! Xmas SP! Day1                                                                                                   | 品川ザ・グランドホール | 19:55～20:20 ライブ |
| 12月30日(金)           | dot yell fes 2022 FINAL                                                                                                   | 横浜ランドマークホール | 17:45～18:05 ライブ |
| 12月30日(金)           | IDOL Treasure bottle LIVE 年末特大スペシャル in 京王プラザホテル supported byダイキサウンド                               | 京王プラザホテル 南館5階エミネンスホール | 13:15～13:35 ライブ |

| 2023年           | 2023年 | 2023年 | 2023年 |
| 日付             | イベント名 | 会場 | 備考 |
| ---------------- | --- | --- | --- |
| 2023年1月2日(月) | TOKYO IDOL PROJECT × @JAM ニューイヤープレミアムパーティー2023                                                          | お台場・青海周辺エリア | 17:10〜17:50 ライブ Zepp DiverCity(TOKYO) 18:05〜18:50 トーク フジテレビ本社1階マルチシアター |
| 1月16日(月)      | アップアップガールズのトーーク                                                                                          | 下北沢ろくでもない夜 | アプガの音楽2023新春編 出演：山田社長、michitomo、関根梓＋古谷柚里花、高萩千夏、鍛治島彩 |
| 1月17日(火)      | アップアップガールズのトーーク                                                                                          | 下北沢ろくでもない夜 | プロレスの魅力を語るイベント 出演：乃蒼ヒカリ、シノ、中川千尋、新倉愛海 |
| 1月18日(水)      | アップアップガールズのトーーク                                                                                          | 下北沢ろくでもない夜 | ニキトーーク 出演：鍛治島彩、森永新菜、島崎友莉亜、新倉愛海 |
| 1月27日(金)      | 中野サンプラザアイドル祭DX supported by コトネの日                                                                      | 中野サンプラザ | 18:25〜18:40 ライブ |
| 2月18日(土)      | サコフェス・ハイパー・スペシャル・デラックス！！                                                                        | Spotify O-WEST | 14:00〜14:10 オープニンングスペシャルパフォーマンス：(高萩・新倉) 16:20〜16:50 ライブ |
| 3月11日(土)      | IDORISE!! FESTIVAL 2023                                                                                                 | Spotify O-EAST / Spotify O-WEST / Spotify O-Crest / Spotify O-nest / duo MUSIC EXCHANGE / clubasia / WOMBLIVE / LOFT9 shibuya | 14:30〜 トーク(LOFT9 Shibuya) 15:25〜15:55 ライブ(Spotify O-EAST) |
| 3月24日(金)      | NIG FES2023 | TOKYO DOME CITY HALL | 12:35〜12:55 ライブ |
| 4月22日(土)      | @ JAM THE WORLD 春のジャムまつり！2023                                                                                  | 新宿BLAZE | 18:10〜18:30 ライブ 18:50〜19:05 トーク(×STAiNY) |
| 4月23日(日)      | 高嶺のなでしこ 全国お招きツアー2023～First trip～                                                                       | 宮城・仙台darwin | 1部 14:00～14:45 ライブ 2部 17:30～18:15 ライブ 出演：高嶺のなでしこ／アップアップガールズ(2) |
| 5月2日(火)       | dot yell fes vol.28 | WITH HARAJUKU HALL | 20:25〜20:45 ライブ |
| 5月3日(水)       | TIF学園『TIF学園祭~春~』                                                                                                | ベルエポック美容専門学校第二校舎、WITH HARAJUKU HALL                                                                          | 9:50頃〜オープニング(ベルエポック美容専門学校第二校舎B1ホール)※鍛治島のみ 15:10〜15:30 ライブ(WITH HARAJUKU HALL) 17:00〜19:00クラス別企画(ベルエポック美容専門学校第二校舎各教室) |
| 5月4日(木)       | 博多どんたく 港まつり                                                                                                   | ベイサイドプレイス博多 特設ステージ                                                                                           | 14:00〜14:20 ライブ |
| 5月4日(木)       | mini TIF in 博多どんたく                                                                                                | DRUM LOGOS | 開場17:15／開演17:45 18:35〜 ライブ 19:00〜 miniTIF駅伝企画※佐々木のみ 19:15〜 miniTIFどんたく隊B※佐々木のみ |
| 5月5日(金)       | 博多どんたくアイドル祭 〜スカラエスパシオ3DAYS〜                                                                        | 福岡トヨタホール スカラエスパシオ                                                                                             | 16:25〜16:50 ライブ |
| 5月7日(日)       | 歌舞伎町UP GATE ↑↑ | Zepp Shinjuku (TOKYO)、Shinjuku BLAZE、新宿LOFT、Shinjuku MARZ、新宿 WALLYほか                                                | 15:30〜16:00 激辛グルメ祭り(歌舞伎町シネシティ広場)※高萩のみ 17:20〜 ライブ(新宿BLAZE) 19:30〜 エンディング(Zepp Shinjuku) |
| 5月10日(水)      | コトネの日 | 豊洲PIT | 15:05〜15:20 ライブ |
| 5月11日(木)      | まねきケチャ 新体制記念 presents 『 招き夢千祭 supported by IDOL CONTENT EXPO 2ヶ月連続!!!新宿BLAZE SPECIAL LIVE!! 』   | 新宿BLAZE | 19:35〜19:55 ライブ |
| 5月21日(日)      | アップアップガールズ（フェス）2023                                                                                      | 恵比寿LIQUIDROOM | 開場15:30／開演16:00 出演：アップアップガールズ（仮）、アップアップガールズ（２）、アップアップガールズ（プロレス） |
| 5月23日(火)      | アプガ（フェス）2023反省会                                                                                              | 下北沢ろくでもない夜 | 開場18:40／開演19:00 出演：アップアップガールズ（仮）鈴木芽生菜・青柳佑芽／アップアップガールズ（２）島崎友莉亜、新倉愛海／アップアップガールズ（プロレス） |
| 5月27日(土)      | dot yell fes vol.30 | 新宿KeyStudio | 11:40〜12:00 ライブ |
| 6月3日(土)       | 渋ジャム2023 | CHELSEA HOTEL、STAR LOUNGE、GRIT at Shibuya、DAIA、GARRET Udagawa、TAKE OFF7、Milkyway                                        | 17:20〜17:40 ライブ(GRIT at Shibuya) |
| 6月4日(日)       | 不思議BOYS デビューライブ                                                                                               | 代官山 SPACE ODD | 19:20〜19:45 ライブ |
| 6月10日(土)      | IDOL CONTENT EXPO ＠ イオンモール幕張新都心 supported by ダイキサウンド～ついに帰ってきた！！伝説の幕張大無銭祭！！！～ | イオンモール幕張新都心 グランドモール 1階グランドスクエア                                                                     | 18:45〜19:05 ライブ |
| 6月11日(土)      | IDOL CONTENT EXPO ＠ イオンモール幕張新都心 supported by ダイキサウンド～ついに帰ってきた！！伝説の幕張大無銭祭！！！～ | イオンモール幕張新都心 グランドモール 1階グランドスクエア                                                                     | 17:35〜17:55 ライブ |
| 6月17日(土)      | YATSUI FESTIVAL! 2023                                                                                                   | Spotify O-EAST、Spotify O-WEST、Spotify O-Crest、Spotify O-nest、duo MUSIC EXCHANGE、clubasia、LOFT9 Shibuya、WOMBLIVE        | 16:10〜16:45 ライブ(WOMB) |
| 6月18日(日)      | dot yell fes vol.32 | 横浜ランドマークホール | 14:40〜15:00 ライブ |
| 6月18日(日)      | HYPE IDOL！Vol.40 | 山野ホール | 18:50〜 ライブ |
| 6月19日(月)      | TIF ASIA TOUR 2023 in Tokyo                                                                                             | Spotify O-EAST | 17:45〜 ライブ |
| 6月24日(土)      | THE GREATEST ENTERTAINMENT SHOW 2                                                                                       | 西新井文化ホール | 開場14:15／開演15:00 |
| 6月26日(月)      | IDOL CONTENT EXPO アイコン生誕11周年祭〜DAY1〜                                                                          | 新宿BLAZE | 18:25〜18:45 ライブ |
| 7月2日(日)       | 超NATSUZOME2023 | 幕張海浜公園Gブロック | 10:00〜10:15 NATSU ステージ 12:30〜13:30 超つりぼり縁日！［1］ 14:10〜14:30 SOMARIステージ |
| 7月6日(木)       | GeeSLY presents 「Re:gion」                                                                                             | club asia | 19:00〜19:30 ライブ |
| 7月8日(土)       | 福生七夕まつり | 丘の広場特設ステージ | 14:00〜 オープニングセレモニー |
| 7月9日(日)       | ZOOMANKA | 代官山UNIT | 13:25〜 ライブ |
| 7月15日(土)      | マジパン定期公演～Zepp Shinjukuへ向かって～vol.4                                                                        | AKIBAカルチャーズ劇場 | 開場17:00／開演17:30 |
| 7月17日(月祝)    | SPARK 2023 in YAMANAKAKO                                                                                                | 山中湖交流プラザきらら | 12:45〜13:00 ライブ(YANAGI STAGE) 16:45〜17:00 ライブ(KIKU STAGE) |
| 7月27日(木)      | アップアップガールズ（仮）×アップアップガールズ（２）×OMOTESANDO GROUND                                                 | 表参道GROUND | 開場18:30／開演19:00 |
| 7月29日(土)      | dot yell fes vol.33 | WITH HARAJUKU HALL | 16:35〜16:55 ライブ |
| 7月30日(日)      | ガラフェス〜大本命!!トツゲキ！サマーソルトドロップ                                                                      | 上野恩賜公園野外ステージ (上野水上音楽 野外ステージ)                                                                          | 12:40〜13:00 ライブ |
| 7月30日(日)      | 六本木アイドルフェスティバル                                                                                            | 六本木ヒルズアリーナ | 14:35〜15:05 ライブ 16:35〜16:55 カラオケ |
| 7月31日(月)      | ヤムのミニフェス～ありがとう表参道GROUND～                                                                              | 表参道GROUND | 開場18:30／開演19:00 出演：吉川友、アップアップガールズ（仮）、アップアップガールズ（２）、でか美ちゃん、吉川茉優、八木沙季 |
| 8月3日(木)       | お台場冒険王2023 SUMMER SPLASH！ 『TIF presents アイドルステージ』                                                      | フジテレビ本社屋 ロッテ ふ〜せんガムステージ                                                                                  | 11:30〜12:00 ライブ |
| 8月4日(金)       | TOKYO IDOL FESTIVAL 2023 supported by にしたんクリニック                                                                | お台場・青海周辺エリア | 10:30頃〜 ラジオ(TALKIN' IDOL RADIO 2023(東京国際交流館 1階))※ゲスト出演 11:35〜 ライブ(SKY STAGE) 12:10～ トーク(ガラスガールpresents アイドルがみんなを救う！ 夏の人生相談！(INFO CENTRE))※佐々木のみ 14:00〜 ライブ（Juice=Juice大好きステージ！(SMILE GARDEN))※島崎、新倉出演 17:05～ ライブ(リコーダー部(SMILE GARDEN))※鍛治島、島崎出演 17:25～ ライブ(SMILE GARDEN) |
| 8月5日(土)       | TOKYO IDOL FESTIVAL 2023 supported by にしたんクリニック                                                                | お台場・青海周辺エリア | 14:40頃〜 TIFラジ(東京国際交流館 1階)※佐々木出演 17:15〜 TIFゲーム部(INFO CENTRE) ※佐々木出演 17:35〜 TIF2023×【推しの子】コラボステージ(DREAM STAGE)※高萩出演 18:45〜 IDOL SUMMER JAMBOREE ACOUSTIC(SMILE GARDEN)※高萩出演 |
| 8月6日(日)       | TOKYO IDOL FESTIVAL 2023 supported by にしたんクリニック                                                                | お台場・青海周辺エリア | 13:35〜 ライブ(FESTIVAL STAGE) 13:55〜 黒川在庫処分センター(INFO CENTRE)※高萩、鍛治島出演 17:00～ ライブ(DREAM STAGE) 18:10～ TIFラジ(東京国際交流館 1階) 18:30〜 スナックうめ子(INFO CENTRE) 19:30～ グランドフィナーレ 2023(HOT STAGE)※鍛治島、佐々木出演 19:50～ IDOL CLUB NIGHT 2023(SMILE GARDEN)                                                                     |
| 8月20日(日)      | 夏クル2023×アイドルテーマパーク番外編                                                                                   | 横浜・象の鼻桟橋 | 14:30～15:00 受付 15:15 乗船 16:40〜17:00 ライブ |
| 8月26日(土)      | ＠JAM EXPO 2023 | 横浜アリーナ | 20:30〜21:30 〜初日打ち上げ〜@JAM MEETS SPライブ(ストロベリーステージ) |
| 8月27日(日)      | ＠JAM EXPO 2023 | 横浜アリーナ | 10:00〜11:30 DD大会議(トークステージ) 12:40〜12:55 ライブ(ピーチステージ) 14:55〜15:35 ファッションショー(ストロベリーステージ)※佐々木出演 16:15〜16:35 ライブ(ブルーベリーステージ) |
| 8月31日(木)      | エンドレスサマー2023 | Spotify O-EAST / Spotify O-WEST duo MUSIC EXCHANGE / SHIBUYA VIDENT                                                           | 15:50〜16:15 ライブ(ひまわりステージ/duo MUSIC EXCHANGE) |
| 9月2日(土)       | dot yell fes vol.34 | WITH HARAJUKU HALL | 16:45〜17:05 ライブ ※新型コロナウイルス感染のため、高萩、島崎は欠席 |
| 9月3日(日)       | LEADING KINEMA | キネマ倶楽部 | 16:00〜16:25 ライブ ※新型コロナウイルス感染のため、高萩、鍛治島、島崎は欠席 |
| 9月7日(木)       | カラオケまねきねこPresents NIG AUTUMN FES 2023                                                                          | Zepp DiverCity | 16:15〜16:40 ライブ ※新型コロナウイルス感染のため、鍛治島は欠席 |
| 9月14日(木)      | 鍛治島彩×吉川茉優LIVE in SHAKE「かじまーってる？」                                                                      | 下北沢SHAKE | 開場19:00／開演20:00 |
| 9月17日(日)      | なんフェス！vol.03 | EVANS CASTLE HALL | 17:50〜13:20 ライブ 17:40〜18:10 ライブ |
| 10月7日(土)      | GIGA・GIGA SONIC 2周年大感謝祭SPECIAL in 幕張メッセ presented by ドラゴンエッグ                                         | 幕張メッセ国際展示場ホール4-5                                                                                                 | 20:00〜20:25 ライブ(お祭りステージ) |
| 10月16日(月)     | 「ReNY SUPER LIVE 2023」Presented by SHINJUKU ReNY〜OCTOBER.PREMIUM STAGE編                                             | 新宿ReNY | 15:40〜16:00 ライブ |
| 10月28日(土)     | Appare! HALLOWEEN 2023                                                                                                  | GARDEN新木場FACTORY | 19:00〜19:20 ライブ |
| 11月3日(金祝)    | 秋葉原アイドルサーキット vol.3                                                                                          | 神田明神ホール | 17:45〜18:05 ライブ |
| 11月9日(木)      | iSPY Road to Zepp Shinjuku iSPY×アップアップガールズ（2）                                                               | 新宿Biske | 19:25～ オープニングトーク 19:30〜20:00 ライブ |
| 11月23日(木)     | アプガ&にきちゃん！友達100組出来るかなVol.1,2 ウタゲ！                                                                  | 柏PALOOZA | [vol.1]14:00〜14:30 ライブ／14:30～14:40 トーク 出演：アップアップガールズ（仮）／アップアップガールズ（２）／テラス×テラス / Lily of the valley [vol.2]18:30～19:00 ライブ／20:00～20:10 トーク 出演：アップアップガールズ（仮）／アップアップガールズ（２）／月に足跡を残した6人の少女達は一体何を見たのか... ／ カイジューバイミー                                      |
| 11月29日(水)     | アップアップガールズの歌とトーーク 山田社長とmichitomoPのアプガの音楽2023                                               | 下北沢ろくでもない夜 | 開場18:40／開演19:00 出演：山田社長、michitomo、アップアップガールズ選抜メンバー（アップアップガールズ（仮）青柳佑芽、アップアップガールズ（２）新倉愛海） |
| 11月30日(木)     | JAPAN IDOL SUPER LIVE 2023                                                                                              | 川崎CLUB CITTA’ | 14:35〜14:55 ライブ |
| 12月9日(土)      | 超アイドルの日 in 上野水上音楽堂                                                                                        | 上野水上音楽堂 | 16:20〜16:40 ライブ |
| 12月25日(月)     | 唯美人形 定期公演「燦鐸輪舞曲(さんたくろんど)」                                                                         | 下北沢MOSAiC | 19:10〜 ライブ |
| 12月28日(木)     | LEADING PREMIUM 年末感謝祭'23                                                                                           | Spotify O-EAST/Spotify O-WEST/duo MUSIC EXCHANGE/WOMB LIVE/club asia /SHIBUYA RING/Spotify O-nest/SHIBUYA DESEO               | 15:25〜15:55 ライブ(duo MUSIC EXCHANGE) |
| 12月29日(金)     | Star★Shiμ'ne!!!主催 Shiμ'ne☆Cosmo★Stage♩ vol.2 -年末アニソンSpecial☆-                                                   | アキバステラキューブ | 20:35〜21:00 ライブ |
| 12月30日(土)     | IDOL Treasure bottle LIVE 年末特大スペシャル in 京王プラザホテル supported byダイキサウンド                             | 京王プラザホテル 南館5階エミネンスホール                                                                                      | 15:30〜15:50 ライブ |

| 2024年                 | 2024年 | 2024年                                                                                                  | 2024年 |
| 日付                   | イベント名                                                                                                  | 会場 | 備考 |
| ---------------------- | --- | --- | --- |
| 2024年1月3日(水)       | 謹賀新年！アイドル初夢ライブ supported by @ JAM                                                             | Zepp DiverCity                                                                                          | 12:35〜13:00 ライブ |
| 1月4日(木)             | KIRA KIRA de Fes!                                                                                           | 渋谷ストリームホール                                                                                    | 17:50～18:20 ライブ |
| 1月5日(金)             | IDOL CONTENT EXPO ＠新春Premium Circuit LIVE!!!                                                             | Spotify O-EAST                                                                                          | 16:40〜17:00 ライブ |
| 1月6日(土)             | 輝星★Cosμ’n.主催 -COSMIC×COSMIC Vol.2-                                                                      | アキバステラキューブ                                                                                    | 12:30〜 ライブ |
| 1月6日(土)             | NEW YEAR IDOL FESTA 2024!DAY1                                                                               | 上野恩賜公園野外ステージ                                                                                | 18:30〜19:00 ライブ |
| 1月11日(木)            | 新スカパー！アイドルフェス～冠番組をかけたアプガ決戦～                                                      | 新宿LOFT                                                                                                | 開場18:30／開演19:00 出演：アップアップガールズ（仮）、アップアップガールズ（２） |
| 1月14日(日)            | @JAM PARTY vol.92                                                                                           | 横浜みなとみらいブロンテ                                                                                | 1部 13:30～14:00 ライブ 2部 18:30～19:00 ライブ |
| 1月21日(日)            | 超アイドルの日 in 上野水上音楽堂                                                                            | 上野水上音楽堂                                                                                          | 19:00〜19:20 ライブ |
| 1月27日(土)            | むさ村フェス2024 winter edition！                                                                           | たいかんたいけん屋外広場                                                                                | 13:15〜 ライブ 出演：鍛治島、佐々木、新倉（体調不良のため島崎は不参加） |
| 1月27日(土)            | UP-T FESTIVAL Vol.3                                                                                         | 品川インターシティホール                                                                                | 17:00〜17:25 ライブ 17:50〜18:05 Runway stage(佐々木ほのか出演) 出演：鍛治島、佐々木、新倉（体調不良のため島崎は不参加） |
| 1月29日(月)            | JAPAN IDOL SUPER LIVE 2024」NEW YEAR FESTIVAL編                                                             | Spotify O-EAST                                                                                          | 17:25〜17:45 ライブ |
| 2月2日(金)             | メンヘラ・ギャル・アイドルの消費行動から探る、非マス向けプロモーション                                      | SHIBUYA QWS                                                                                             | 開場18:30／開演19:00 出演：棗柘榴江魔(えま氏)、miyuna、高萩千夏、ハラミ ※スケジュール都合で高萩千夏→新倉愛海に変更 |
| 2月3日(土)             | アプガ&にきちゃん！ 友達100組出来るかなVol.3 防寒対策 アプガ&にきちゃん！ 友達100組出来るかなVol.4 防寒対策 | GOTANDA G7                                                                                              | Vol.3 13:00〜13:30 ライブ 出演：アップアップガールズ(仮)/アップアップガールズ（２）/Fuhua / Symdolick Vol.4 19:30〜20:00 ライブ 出演：アップアップガールズ(仮)/アップアップガールズ（２）/ベンジャス！/ .Link |
| 2月5日(月)             | 八木沙季定期ライブ〜しゃき、東京のお友達つくる！Vol.7〜                                                     | 下北沢ろくでもない夜                                                                                    | 開場18:40／開演19:00 ゲスト出演：鍛治島彩 |
| 2月9日(金)             | アイドルの高みvol.4                                                                                         | 渋谷WOMB                                                                                                | 17:50～18:20 ライブ ※スケジュール都合で活動休止していた高萩が復帰。 |
| 2月11日(日)            | アイドルジェネレーション vol.62 in 品川インターシティホール＆品川グランドホール                             | 品川インターシティホール                                                                                | 19:05〜19:30 ライブ |
| 2月15日(木)            | Muse Music Valentine@Veats SHIBUYA                                                                          | Veats SHIBUYA                                                                                           | 17:50〜18:15 ライブ |
| 2月21日(木)            | 吉川友 You！と歌っちゃいな！vol.4                                                                           | 渋谷LOFT HEAVEN                                                                                         | 開場18:30／開演19:00 ゲスト出演：島崎友莉亜、新倉愛海 |
| 3月9日(土)             | IDORISE!! FESTIVAL 2024                                                                                     | Spotify O-EAST                                                                                          | 19:35～20:05 ライブ |
| 3月14日(木)            | Strawberry Girls 新体制お披露目ライブ                                                                       | duo MUSIC EXCHANGE                                                                                      | 19:20〜19:45 ライブ |
| 3月17日(日)            | ササキフェス×ソノウチ                                                                                       | 新宿LOFT                                                                                                | 15:00～15:25 ライブ |
| 3月20日(水)            | ME-BYOフェスタ2024 -スポーツと笑いの祭典-                                                                   | おおい中央公園                                                                                          | 13:00頃〜 ライブ |
| 3月21日(木)            | GeeSLY presents「END ROLL」                                                                                 | 六本木unravel tokyo                                                                                     | 20:15～20:40 ライブ |
| 3月23日(土)            | HYPE IDOL！                                                                                                 | ヒカリエホール                                                                                          | 14:55～15:15 ライブ |
| 3月23日(土)            | JAPAN IDOL SUPER LIVE 2024 MARCH.PREMIUM STAGE編                                                            | 飛行船シアター                                                                                          | 19:35～19:55 ライブ |
| 3月25日(月)            | 八木沙季定期ライブ ～しゃき、東京のお友達作る！～ vol.8                                                     | 下北沢ろくでもない夜                                                                                    | 開場18:40／開演19:00 ゲスト出演：高萩千夏 |
| 3月28日(木)            | NIG FES 2024                                                                                                | TOKYO DOME CITY HALL                                                                                    | 16:25〜16:45 ライブ |
| 3月30日(土)3月31日(日) | 「カーボンニュートラルを考える 2024」by SATOYAMA & SATOUMI movement                                         | 幕張メッセ 国際展示場ホール10・11                                                                       | 3月30日 10:00～10:30 オープニング 13:45～14:15 SATOYAMA & SATOUMI☆スペシャルコンサート Part1 MC：まこと／林マヤ 出演：竹内朱莉／Bitter & Sweet／稲場愛香／小関舞／小片リサ／アップアップガールズ（２） |
| 3月30日(土)            | 超アイドルまにあ!!!                                                                                         | GARDEN 新木場 FACTORY                                                                                   | 20:20〜 ライブ |
| 3月31日(日)            | ACTION FOR THE FUTURE 〜アイドルの力で地球を救う！〜 Vol.3                                                  | 新宿ReNY                                                                                                | 19:45～20:15 ライブ |
| 4月5日(金)             | 湯浅順司＆たかみゆきひさのIDOL in New World Orderアイドル業界作戦会議#02『吉野湯2』                         | ロフトプラスワン                                                                                        | 開場18:00／開演19:00 出演：湯浅順司／たかみゆきひさ ゲスト：吉田尚記／山田昌治／青柳佑芽／佐々木ほのか |
| 4月7日(日)             | IDOL MiXJUiCE 上野恩賜公園さくら満開SP                                                                      | 上野恩賜公園野外ステージ                                                                                | 18:35～19:00 ライブ |
| 4月8日(月)             | LEADING ID #いどみん生誕前夜祭 2024                                                                         | club asia                                                                                               | 17:55～18:20 ライブ |
| 4月12日(金)            | IDOL CONTENT EXPO〜春だよ！桜満開LIVE〜                                                                     | duo MUSIC EXCHANGE                                                                                      | 19:35～19:55 ライブ |
| 4月18日(木)            | 50回記念！！出張【よしカラ】                                                                                | 渋谷LOFT HEAVEN                                                                                         | 開場18:30／開演19:00 出演：吉川茉優 ゲスト：高萩千夏／鍛治島彩 |
| 4月18日(木)            | IDOL CONTENT EXPO ＠duo MUSIC EXCHANGE～帰ってきた桜満開LIVE!!!～                                           | duo MUSIC EXCHANGE                                                                                      | 20:35～20:55 ライブ |
| 4月19日(金)            | SAKKA FES Vol.01 supported by 渋谷SAUNAS                                                                    | duo MUSIC EXCHANGE                                                                                      | 17:30～18:00 ライブ |
| 4月26日(金)            | OMOTESANDO ウィークデーナイトライブ 〜平日の表参道で行う音楽あり・企画ありのナイトライブ！〜                | 表参道GROUND                                                                                            | 20:10〜 ライブ |
| 4月28日(日)            | アイドルジェネレーション vol.63 ゴールデンウィークSP in Zepp Shinjuku                                       | Zepp Shinjuku                                                                                           | 20:10～20:35 ライブ |
| 5月3日(金祝)           | TIF学園「学園祭2024 春」                                                                                    | ベルエポック美容専門学校第二校舎 WITH HARAJUKU HALL                                                     | 14:30～16:00 TIF学園クラス別企画（ベルエポック美容専門学校第二校舎1F） 16:20～16:40 ライブ（WITH HARAJUKU HALL） |
| 5月3日(金祝)           | GIRL FRIENDS                                                                                                | 新宿MARZ                                                                                                | 12:30〜 ライブ |
| 5月4日(土)             | アプガ&にきちゃん! 友達100組出来るかなVol.5 アプガ&にきちゃん! 友達100組出来るかなVol.6                     | GOTANDA G6                                                                                              | Vol.5 14:00〜14:30 ライブ 出演：アップアップガールズ（仮） / アップアップガールズ（２）/ 疾走クレヨン /エラバレシ Vol.6 18:00〜18:30 ライブ 出演：アップアップガールズ（仮） / アップアップガールズ（２）/ きゅ〜くる / Strawberry Girls |
| 5月6日(月)             | 歌舞伎町UP GATE↑↑                                                                                           | 東京・新宿エリア                                                                                        | 14:05～14:25 ライブ（新宿BLAZE） 16:00～17:00 縁日(輪投げ)（シネシティ広場） |
| 5月12日(日)            | ガラフェス～鳴らせ！絆ファンファーレ～                                                                      | 日比谷野外大音楽堂                                                                                      | 14:25〜 ライブ |
| 5月18日(土)            | IDOL MiXJUiCE お客様大感謝還元SPライブ                                                                      | 上野恩賜公園野外ステージ                                                                                | 18:35～19:00 ライブ |
| 5月19日(日)            | Hey!Mommy! SP定期公演 SEASON4 PARTY CLASS編                                                                 | SHIBUYA DIVE                                                                                            | 開場17:30／開演18:00 にじかんめ 18:20～18:40 ライブ よじかんめ 19:00～19:20 ライブ 出演：Hey!Mommy! ゲスト：アップアップガールズ（２） |
| 5月22日(水)            | 夢より素敵な-2024 特別編-                                                                                   | 新宿ReNY                                                                                                | 20:05〜20:30 ライブ |
| 5月26日(日)            | WASSHOI!ららぽーと立川立飛(2Fイベント広場)                                                                  | ららぽーと立川立飛2Fイベント広場                                                                        | 12:30～12:55 ライブ |
| 5月26日(日)            | アップアップガールズ（２）×Symdolick                                                                        | GOTANDA G6                                                                                              | 開場18:00／開演18:30 19:15～20:00 ライブ／20:00～20:10 コラボステージ 出演：アップアップガールズ（２）／Symdolick |
| 5月29日(水)            | 吉川友×鍛治島彩×吉川茉優                                                                                    | 渋谷LOFT HEAVEN                                                                                         | 開場19:00／開演19:30 出演：吉川友／吉川茉優／鍛治島彩 |
| 6月2日(日)             | クロフェス2024 ～5周年だよ！全員集合！だしん！～                                                            | 海の森水上競技場                                                                                        | 16:30～16:55 ライブ（ダイヤモンドステージ） |
| 6月9日(日)             | YOSAKOIソーラン祭り                                                                                         | 北海道・札幌エリア                                                                                      | 13:12～ 道庁赤れんが会場 演舞／14:35～ 大通公園西 8 丁目会場 演舞／15:54～ 大通パレード会場北コース 演舞 出演：TEAMアプガ&にきちゃん（アップアップガールズ（仮） / アップアップガールズ（２）） |
| 6月23日(日)            | ABC IDOL | YOKOHAMA COAST garage+                                                                                  | 20:45～21:15 ライブ |
| 6月24日(月)            | IDOL CONTENT EXPO ＠アイコン12周年祭Premium Circuit LIVE!!!                                                 | Spotify O-EAST                                                                                          | 18:50～19:10 ライブ |
| 6月28日(金)            | @ JAM MEETS〜オールナイトライブ〜 vol.12                                                                    | 川崎 CLUB CITA'                                                                                         | 28:05～28:25 ライブ |
| 6月29日(土)            | lyrical school × アップアップガールズ（２）                                                                 | TwinBox AKIHABARA                                                                                       | 開場17:30／開演18:00 出演：アップアップガールズ（２）／lyrical school |
| 7月6日(土)             | 超NATSUZOME 2024                                                                                            | 幕張海浜公園Gブロック特設会場                                                                           | 10:40～11:40 つりぼり縁日（縁日エリア[7]） 12:15～12:30 ライブ（SOMARIステージ） 13:50～14:05 ライブ（NATSUステージ） |
| 7月7日(日)             | Up! Up! TJPW（２）～にきちゃんと一緒に七夕まつり～                                                          | 上野恩賜公園野外ステージ                                                                                | 開場13:30／開演14:00 参加イベント：にきちゃん・ウォーター・ランバージャックデスマッチ 「渡辺未詩＆遠藤有栖＆HIMAWARI vs 瑞希＆らく＆原宿ぽむ」 ※アップアップガールズ（２）の5名が場外に待機し、試合中、場外に転落した選手にバケツで水を浴びせる特別ルール。 |
| 7月14日(日)            | SPARK 2024 in KAWASAKI                                                                                      | 川崎・東扇島東公園                                                                                      | 17:00～17:50 縁日『君と線香花火』（縁日エリア[C]） 18:20～18:40 ライブ（BOTANステージ） |
| 7月15日(月祝)          | アップアップガールズ（フェス）2024                                                                          | Veats Shibuya                                                                                           | 開場16:00／開演16:30 出演：アップアップガールズ（仮）／アップアップガールズ（２）／アップアップガールズ（プロレス） |
| 7月19日(金)            | 竹中夏海プロデュースおもカワ〜アイドルコントバトル〜                                                        | 座・高円寺2                                                                                             | 開場19:00／開演19:30 出演：茜空(ukka)／鍛治島 彩(アップアップガールズ（２）)／岸本 ゆめの／小島 はな(AMEFURASSHI)／齋藤 有紗(ラフ×ラフ)／中江 友梨(東京女子流)／minan (lyrical school)／律月 ひかる(いぎなり東北産) 進行・コントトレーナー：ラブレターズ |
| 7月20日(土)            | SEKIGAHARA IDOL WARS 2024 - 関ケ原唄姫合戦- 10thAnniversary                                                 | 桃配運動公園                                                                                            | 11:45～12:00 ライブ（戦国ステージ） 14:20～14:45 関ケ原唄姫合戦 特別企画（徳川ステージ）鍛治島彩出演 16:55～17:15 ライブ（徳川ステージ） |
| 7月26日(金)            | アプガ（仮）&にきちゃん主催 ABC IDOL Vol.2                                                                  | 新宿BLAZE                                                                                               | 20:45～21:15 ライブ |
| 7月27日(土)            | ガラフェスDASH!! ～灼熱納涼スプラッシュ～                                                                   | 上野水上音楽堂                                                                                          | 15:35～15:45 帰ってきた！アイドルフィジカルチャレンジ 16:10～16:30 ライブ |
| 7月28日(日)            | 六本木アイドルフェスティバル2024                                                                            | 六本木ヒルズアリーナ                                                                                    | 12:15～12:35 ライブ 16:25～16:45 カラオケコラボ（高萩・鍛治島） |
| 7月31日(水)            | 超アイドルまにあ!!!vol.1                                                                                    | 豊洲PIT                                                                                                 | 18:50～19:20 かき氷 19:50～20:10 ライブ |
| 8月2日(金)             | TOKYO IDOL FESTIVAL 2024 supported by にしたんクリニック                                                    | お台場・青海周辺エリア                                                                                  | 10:20～11:20 TIFで起きた朝は 〜今日ここ行きタイッテ！〜（INFO CENTRE）高萩出演 13:20～14:50 アイドルカラオケバトル2024 DAY1（INFO CENTRE）鍛治島出演 13:45～14:10 スマイレージ15周年♥大好きステージ（SMILE GARDEN）高萩/島崎/新倉出演 15:15～16:00 TIF2024ものまねFES（DREAM STAGE）高萩出演 16:50～17:10 ライブ（SMILE GADEN） 18:40～19:25 アイドル歌会 TIF出張版（INFO CENTRE）鍛治島出演 |
| 8月3日(土)             | TOKYO IDOL FESTIVAL 2024 supported by にしたんクリニック                                                    | お台場・青海周辺エリア                                                                                  | 10:00～10:20 ライブ（DOLL FACTORY） 14:00～14:15 黒川在庫処分センター2024 〜物販クロ歴史〜（INFO CENTRE）鍛治島/島崎/新倉出演 16:45～17:00 ライブ（浮島STAGE） 19:20～20:20 プロ野球大好き部 真夏の球愛かっとばせ！（INFO CENTRE）鍛治島出演 19:55～20:55 IDOL SUMMER JAMBOREE ACOUSTIC & LIVE BAND SESSION（SMILE GARDEN）高萩出演 |
| 8月4日(日)             | ABC IDOL | YOKOHAMA COAST garage+                                                                                  | 18:35〜19:05 ライブ |
| 8月8日(木)             | FM FUJI開局36周年特別番組「うまいもん山梨」                                                                 | 富士急ハイランド                                                                                        | 11:30～ 公開リハーサル 14:30～ 公開生放送 (終演後お客様 : じゃんけん大会有) 15:00～ 物販・特典会 17:00～ メンバーとZOKKON貸切乗車企画(お客様 : じゃんけん大会勝者) 出演：アップアップガールズ（2）／SWEET STEADY／Peel the Apple／MyDearDarlin' |
| 8月10日(土)            | いたばCフェス2024                                                                                           | GOTANDA G7                                                                                              | 13:10〜13:35 ライブ |
| 8月10日(土)            | ABC IDOL-SUMMER-                                                                                            | YOKOHAMA COAST garage+                                                                                  | 19:10〜19:40 ライブ |
| 8月11日(日)            | ABC IDOL-SUMMER-                                                                                            | YOKOHAMA COAST garage+                                                                                  | 17:40〜18:10 ライブ |
| 8月13日(火)            | 〜IDOL Treasure bottle LIVE 〜 真夏の幕張アイドルSPLASH祭り                                                 | イオンモール幕張新都心 グランドモール1階グランドスクエア                                                | 11:55〜12:15 ライブ |
| 8月13日(火)            | アイドルの高み Vol.5                                                                                        | Spotify O-EAST                                                                                          | 18:45〜19:15 ライブ |
| 8月14日(水)            | IDOL Treasure bottle LIVE～真夏の幕張アイドルSPLASH祭り～                                                   | 千葉・イオンモール幕張新都心 グランドモール 1階グランドスクエア                                         | 18:50〜19:10 ライブ |
| 8月16日(金)            | IDOL CONTENT EXPO ＠ O-EAST お盆だよ!!!夢千祭LIVE!!!                                                        | Spotify O-EAST                                                                                          | 19:35〜19:55 ライブ |
| 8月17日(土)            | ABC IDOL | YOKOHAMA COAST garage+                                                                                  | 15:05〜15:35 ライブ |
| 8月17日(土)            | 夏涼夢千祭                                                                                                  | Spotify O-EAST                                                                                          | 19:20〜19:45 ライブ |
| 8月18日(日)            | IDOL Treasure bottle LIVE～真夏の横浜アイドルSPLASH祭り～                                                   | 日本丸メモリアルパーク 屋外メインアリーナ                                                               | 17:55〜18:15 ライブ |
| 8月24日(土)            | にきちゃん と リリスク                                                                                      | YOKOHAMA COAST garage+                                                                                  | 開場19:00／開演19:30 出演：アップアップガールズ（２）／lyrical school |
| 8月25日(日)            | マスカレイド・アイドルvol.10                                                                                | 神田スクエアホール                                                                                      | 20:00〜20:20 ライブ |
| 8月27日(火)            | Appare! Presents エンドレスサマー2024                                                                       | duo MUSIC EXCHANGE                                                                                      | 13:00頃～トークコーナー (鍛治島・島崎・新倉)※生配信のみ 14:40～15:05 ひまわりステージ |
| 8月30日(金)            | OMOTESANDO ウィークデーナイトライブ                                                                         | 表参道GROUND                                                                                            | 20:45〜 ライブ |
| 8月31日(土)            | にきちゃん&アプガプロレス&アプガ 友達100組出来るかな vol.1                                                  | YOKOHAMA COAST garage+                                                                                  | 開場11:30／開演12:00 12:30～13:00 ライブ／14:30～14:35 トーク 出演：アップアップガールズ（２）／アップアップガールズ（プロレス）／アップアップガールズ（仮）／さよならステイチューン／.BPM |
| 8月31日(土)            | マルオリコレクション2024                                                                                    | EBiS303 イベントホール                                                                                  | 18:50〜19:20 ライブ ※台風10号の影響で開催延期。振替未定。 |
| 9月1日(日)             | DMMオンクレフェス 2024〜オンラインを飛び越えて夏の課外活動 !〜                                              | ベルサール秋葉原                                                                                        | 13:15〜13:45 ライブ |
| 9月1日(日)             | ABC IDOL | YOKOHAMA COAST garage+                                                                                  | 19:15〜19:45 ライブ |
| 9月6日(金)             | ABC IDOL | YOKOHAMA COAST garage+                                                                                  | 16:00〜16:30 ライブ |
| 9月6日(金)             | おもカワ 2024～アイドル大喜利シングルトーナメント～                                                         | 座・高円寺2                                                                                             | 開場18:30／開演19:00 出演：minan(lyrical school)／鍛治島彩(アップアップガールズ（２）)／小島はな(AMEFURASSHI)／齋藤有紗(ラフ×ラフ)／希山愛(ばってん少女隊)／岸本ゆめの／姫野ひなの(#Mooove!)／君島凪(yosugala) |
| 9月7日(土)             | オンコロ×豊島区presents「Remember Girl’s Power !! 2024」                                                    | 池袋西口公園野外劇場グローバルリング シアター                                                           | 18:55〜19:20 ライブ |
| 9月8日(日)             | ABC IDOL | YOKOHAMA COAST garage+                                                                                  | 18:40〜19:10 ライブ |
| 9月13日(金)            | ABC IDOL | YOKOHAMA COAST garage+                                                                                  | 17:30～18:00 鍛治島ライブ 18:30～19:00 ライブ |
| 9月14日(土)            | @JAM EXPO 2024 supported by UP-T                                                                            | 横浜アリーナ 新横浜 NEW SIDE BEACH!! 岩崎学園横浜デジタルアーツ専門学校                                 | 10:10～11:10 特典会（特典会エリア[12]） 12:45～13:05 ライブ（ブルーベリーステージ） 14:20～15:20 縁日(水射的)（縁日エリア） 16:20～17:05 LIVE DAM AiR presents カラオケプレイリスト歌合戦（トークステージ）佐々木／島崎参加 17:20～17:50 でんぱ組.inc SPECIAL THANKS LIVE（ストロベリーステージ）鍛治島参加 17:25～18:10 @JAM トークバラエティ ドルバナ EXPO 出張版（トークステージ） 18:30～19:30 UP-T コラボグッズサイン会（サイン会ブース） 20:15～21:15 -初日打ち上げ！-@JAM MEETS〜EXPOスペシャル〜（ストロベリーステージ） |
| 9月15日(日)            | @JAM EXPO 2024 supported by UP-T                                                                            | 横浜アリーナ 新横浜 NEW SIDE BEACH!! 岩崎学園横浜デジタルアーツ専門学校                                 | 10:00〜10:15 ライブ（パイナップルステージ） 10:25頃〜11:30 EXPO DD 大会議 Day2（トークステージ）高萩／鍛治島参加 12:25〜12:40 ライブ（オレンジステージ） 13:05〜13:15 @JAM EXPO特別企画〜情熱のストロベリー〜（オレンジステージ）佐々木参加 13:30〜14:30 縁日(浮き輪投げ)（縁日エリア） 14:50〜15:50 特典会（特典会エリア[12]） 16:30〜17:00 UP-Tコラボグッズサイン会（サイン会ブース） |
| 9月16日(日)            | @JAM EXPO 2024 supported by UP-T                                                                            | 横浜アリーナ 新横浜 NEW SIDE BEACH!! 岩崎学園横浜デジタルアーツ専門学校                                 | 16:00〜17:00 アイドル大運動会（岩崎学園横浜デジタルアーツ専門学校 体育館）紅組：高萩／鍛治島 白組：佐々木／島崎／新倉 17:50〜18:50 特典会（特典会エリア[A2]） 19:40〜20:05 グランドフィナーレ（ストロベリーステージ） |
| 9月20日(土)            | ABC IDOL | YOKOHAMA COAST garage+                                                                                  | 17:30～18:00 鍛治島ライブ 21:00～21:30 ライブ |
| 9月21日(土)            | NAKAYOSHI FES. 2024                                                                                         | Spotify O-EAST／Spotify O-WEST／duo MUSIC EXCHANGE／club asia／WOMBLIVE                                 | 15:30〜 ライブ（NAKAYOSHI STAGE）（Spotify O-WEST） |
| 9月23日(月)            | ABC IDOL | YOKOHAMA COAST garage+                                                                                  | 13:30～14:00 鍛治島ライブ 16:35～17:05 ライブ |
| 9月28日(土)            | MIRAI系アイドルSPライブ 2ndSeason #16                                                                       | 品川 ザ・グランドホール                                                                                 | 14:40～15:00 ライブ |
| 9月29日(日)            | ABC IDOL | YOKOHAMA COAST garage+                                                                                  | 15:35～16:05 ライブ |
| 10月12日(土)           | miniTIF 100回記念SP!! 3DAYS                                                                                 | GARDEN新木場FACTRORY                                                                                    | 14:55〜15:20 ライブ |
| 10月12日(土)           | ガラフェス〜秋の食欲わくわくプレゼント〜                                                                    | GOTANDA G7                                                                                              | 18:20〜 アイドル フィジカル チャレンジ 18:55〜19:15 ライブ |
| 10月13日(日)           | 九州観光・物産フェア in 代々木「HERO GATE」                                                                 | 代々木公園野外音楽堂                                                                                    | 11:50～12:10 ライブ |
| 10月13日(日)           | GIRLS☆DELIGHT × IDOL Tresure bottle LIVE                                                                    | イオンモール幕張新都心 グランドモール1F グランドスクエア                                                | 18:25〜18:45 ライブ |
| 10月14日(月)           | IDOL CREAM SODA!! Supported ラクガキ企画                                                                    | なかの ZERO ⼩ホール                                                                                    | 18:05〜18:30 ライブ |
| 10月17日(木)           | IDOL CONTENT EXPO @ 新宿FACE～あわてんぼうの2DAYS Halloween LIVE!!!前編・後編～                             | 新宿FACE                                                                                                | 18:55〜19:15 ライブ |
| 10月19日(土)           | ステラタウン大宮 屋外ステージ アイドルライブ                                                                | ステラタウン大宮 野外ステージ「メローぺステージ」                                                       | 15:40〜16:10 ライブ |
| 10月21日(月)           | 第2回 パクパクサミット                                                                                      | 代官山UNIT                                                                                              | 19:55〜20:20 ライブ |
| 10月22日(火)           | 出張よしカラ2024（秋）                                                                                      | 渋谷LOFT HEAVEN                                                                                         | 開場19:00／開演19:30 出演：吉川茉優 ゲスト：島崎友莉亜、新倉愛海 |
| 10月26日(土)           | にきちゃん&アプガプロレス 友達100組出来るかな Vol.1                                                         | 原宿RUIDO                                                                                               | 開場12:00／開演12:30 13:50〜14:20 ライブ 出演：アップアップガールズ（プロレス） / アップアップガールズ（２） / 星合いのライラック / Chalca |
| 10月26日(土)           | にきちゃん&アプガプロレス 友達100組出来るかな Vol.2                                                         | 原宿RUIDO                                                                                               | 開場17:30／開演18:00 18:30〜19:00 ライブ 出演：アップアップガールズ（プロレス） / アップアップガールズ（２） / 遥か、彼方。 / ミスティア！ |
| 10月29日(火)           | SHINO SUZUKIのすべりそうな話 vol.0                                                                          | 下北沢ろくでもない夜                                                                                    | 開場18:40／開演19:00 出演：鈴木志乃／鍛治島彩／川谷進／さわやか五郎 |
| 10月31日(木)           | ABC IDOL | YOKOHAMA COAST garage+                                                                                  | 18:00～18:30 ライブ |
| 11月1日(金)            | ABC IDOL | YOKOHAMA COAST garage+                                                                                  | 20:55〜21:25 ライブ |
| 11月2日(土)            | ソノウチ | 新宿LOFT                                                                                                | 18:55〜19:20 ライブ |
| 11月3日(日)            | lyrical school「関東フリーライブツアー」＆アップアップガールズ（２）「EVER REMEMBER」発売記念イベント       | ステラタウン大宮                                                                                        | 〇ミニライブ 12:00〜 lyrical school 12:30〜 アップアップガールズ（2） |
| 11月3日(日)            | @JAM×アイドル横丁 presents 「秋葉原アイドルサーキット vol.4」                                               | 神田明神ホール／パームス秋葉原店／TwinBox AKIHABARA／TwinBox GARAGE／ZEST／EDOCCO STUDIO(特典会会場) 他 | 18:00〜18:20 ライブ（神田明神ホール） |
| 11月4日(月)            | 法政大学学園祭「第13回アイ文研アイドルライブ」                                                              | 法政大学市ヶ谷キャンパス                                                                                | 15:30～16:00 ライブ |
| 11月9日(土)            | Girls Be Ambitious! in SMALL WORLDS                                                                         | ミニチュアミュージアム スモールワールズ                                                                 | 12:20〜12:40 ライブ |
| 11月9日(土)            | はまぐちコントサークル「スナックうめこ特別編2024」                                                          | フジテレビ本社1階 マルチシアター                                                                        | 開場16:30／開演17:00 出演：濱口優（よゐこ）／菊地優志(ワンワンニャンニャン)／酒井瞳／河村唯／大場はるか（ナナランド）／西尾まう／森ふうか／アップアップガールズ（２）(鍛治島彩・新倉愛海)／アップアップガールズ（プロレス）（鈴木志乃・高見汐珠）／純情のアフィリア（カオリ・アンナ）／古川小夏 |
| 11月11日(月)           | かぷ♡ちゅーる定期公演『timeless』                                                                           | 秋葉原ステラキューブ                                                                                    | 20:00～ ライブ ※20:30～ コラボステージあり |
| 11月15日(金)           | Great Hunting Night VOL.95                                                                                  | 原宿RUIDO                                                                                               | 20:50〜21:15 ライブ |
| 11月16日(土)           | アップアップガールズ（２） 4th EP 『EVER REMEMBER』発売記念 イベント                                        | ららぽーとTOKYO-BAY かいだん広場                                                                        | 1部：アップアップガールズ（２） 4thEP 『EVER REMEMBER』発売記念 ミニライブ・特典会 13:30開演 2部：にきちゃんアプガ仮合同リリイベ 〜応援してくれるみんなが正解ですっ！〜 17:00開演 |
| 11月17日(日)           | SPA!FES2024                                                                                                 | 東京・渋谷エリア                                                                                        | 13:00〜13:30 ライブ（Spotify O-WEST） |
| 11月17日(日)           | にきちゃんアプガ仮合同リリイベ〜応援してくれるみんなが正解ですっ！〜                                        | タワーレコード渋谷店 5Fイベントスペース                                                                 | 19:00開演（18:45イベントスペース前集合） |
| 11月18日(月)           | アップアップガールズ（２） 4thEP 『EVER REMEMBER』発売記念 ミニライブ・特典会                               | タワーレコード池袋店                                                                                    | 19:30開演（19:15イベントスペース前階段集合） |
| 11月19日(火)           | アップアップガールズ（２） 4thEP 『EVER REMEMBER』発売記念 ミニライブ・特典会                               | タワーレコード錦糸町パルコ店 店内イベントスペース                                                       | 19:30開演（19:15イベントスペース前集合） |
| 11月20日(水)           | アップアップガールズ（２） 4thEP 『EVER REMEMBER』発売記念 ミニライブ・特典                                 | タワーレコード川崎店 店内イベントスペース                                                               | 19:30開演（19:15イベントスペース前集合） |
| 11月21日(木)           | アップアップガールズ（２） 4thEP 『EVER REMEMBER』発売記念 ミニライブ・特典会                               | タワーレコード横浜ビブレ店 店内イベントスペース                                                         | 19:30開演（19:15タワーレコード横浜ビブレ店横階段集合） |
| 11月22日(金)           | アップアップガールズ（２） 4thEP 『EVER REMEMBER』発売記念 ミニライブ・特典会                               | タワーレコード渋谷店 5Fイベントスペース                                                                 | 19:30開演（19:15イベントスペース前集合） |
| 11月23日(土)           | アップアップガールズ（２） 4thEP 『EVER REMEMBER』発売記念 ミニライブ・特典会                               | 新宿マルイメン 屋上イベントスペース                                                                     | ＜1部＞12:00開演（11:45イベントスペース前集合） ＜2部＞15:00開演（14:45イベントスペース前集合） |
| 11月23日(土)           | にきちゃんアプガ仮合同リリイベ 〜応援してくれるみんなが正解ですっ！〜                                       | 汐留シオサイト地下歩道                                                                                  | 19:00開演（18:45イベントスペース前集合） |
| 11月24日(日)           | アップアップガールズ（２） 4thEP 『EVER REMEMBER』発売記念 ミニライブ・特典会                               | 新宿マルイメン 屋上イベントスペース                                                                     | ＜1部＞12:00開演（11:45イベントスペース前集合） ＜2部＞14:00開演（13:45イベントスペース前集合） |
| 11月24日(日)           | アップアップガールズ（２） 4thEP 『EVER REMEMBER』発売記念 ミニライブ・特典会                               | 歌舞伎町タワー 2階 新宿カブキhall〜歌舞伎横丁 FIRST STAGE                                               | 17:00～ ライブ |
| 11月30日(土)           | #HNGSONIC2024 -秋-                                                                                          | 上野恩賜公園野外ステージ                                                                                | 13:40〜14:00 ライブ |
| 11月30日(土)           | 第2回ツギステ主催ライブ IDOL WELLBEING FES                                                                  | LUMINE 0                                                                                                | 19:35〜20:00 ライブ |
| 12月1日(日)            | ABC IDOL | YOKOHAMA COAST garage+                                                                                  | 14:00〜14:30 ライブ |
| 12月1日(日)            | BUN FESvol.2                                                                                                | SHIBUYA VIDENT                                                                                          | 18:25〜18:45 ライブ |
| 12月4日(水)            | 吉川友 You！と歌っちゃいな！ vol.7                                                                          | 渋谷LOFT HEAVEN                                                                                         | 開場18:30／開演19:00 出演：吉川友、高萩千夏、住田悠華 ゲストMC：鈴木啓太（上々軍団） |
| 12月7日(土)            | マスカレイド・アイドル vol.11                                                                               | KANDA SQUARE HALL                                                                                       | 17:05〜17:25 ライブ |
| 12月14日(土)           | アビライズpresents『A-FES 2024』 〜KABUKUZE‼︎倉川さいか生誕ZONEもあるYO‼︎〜                                   | 浅草VAMPKIN                                                                                             | 10:20〜10:50 ライブ |
| 12月14日(土)           | アップアップガールズ（２） 4thEP 『EVER REMEMBER』発売記念 ミニライブ・特典会                               | 新宿マルイメン 屋上イベントスペース                                                                     | 14:30開演（14:15イベントスペース前集合） |
| 12月15日(日)           | バズバズリサイタル vol.5                                                                                    | 代官山SPACE ODD                                                                                         | 11:45〜12:05 ライブ |
| 12月18日(水)           | 第三回！出張よしカラ！                                                                                      | 下北沢ろくでもない夜                                                                                    | 開場19:00／開演19:30 出演：吉川茉優、八木沙季、新倉愛海 ※吉川茉優はインフルエンザのため当日欠席。（公式ポストより） |
| 12月19日(木)           | SHINO SUZUKIのすべりそうな話 vol.1                                                                          | 下北沢ろくでもない夜                                                                                    | 開場18:40／開演19:00 出演：鈴木志乃／鍛治島彩／古谷柚里花／青柳佑芽／さわやか五郎 |
| 12月23日(月)           | ABC IDOL〜Christmas Special DAY1〜                                                                          | YOKOHAMA COAST garage+                                                                                  | 19:35〜20:35 ライブ |
| 12月24日(火)           | ABC IDOL〜Christmas Special DAY2〜                                                                          | YOKOHAMA COAST garage+                                                                                  | 20:35〜21:05 ライブ |
| 12月28日(土)           | アップアップガールズ（２） 4th EP 『EVER REMEMBER』発売記念 イベント                                        | 川崎ラ チッタデッラ 中央噴水広場                                                                        | 1部 12:30 開演（12:15イベントスペース前集合） 2部 15:00 開演（14:45イベントスペース前集合） ※2部は雨天のため、タワーレコード川崎店内ステージに会場変更 |
| 12月29日(日)           | 「MUSIC BAR MIRAI亭」Presents. MIRAI系アイドルSPライブ 2ndSeason#19                                         | 横浜みなとみらいブロンテ                                                                                | 13:05〜13:25 ライブ |
| 12月29日(日)           | IDOL Treasure bottle LIVE ∼京王プラザホテル 年末特大スペシャル∼DAY1                                         | 京王プラザホテル 南館5階エミネンスホール                                                                | 19:10〜19:30 ライブ |
| 12月30日(月)           | SPARK2024 in SHINAGAWA                                                                                      | 品川ステラボール                                                                                        | 11:35〜11:55 ライブ |

| 2025年                  | 2025年                                                                                | 2025年 | 2025年 |
| 日付                    | イベント名                                                                            | 会場 | 備考 |
| ----------------------- | ------------------------------------------------------------------------------------- | --- | --- |
| 2025年1月3日(金)        | 謹賀新年！アイドル初夢ライブ 2025                                                     | Zepp DiverCity | 16:30〜17:30 縁日輪投げ Zepp DiverCity 17:55〜18:20 ライブ Zepp DiverCity |
| 1月5日(日)              | IDOL SODA Stream!! 新春SP                                                             | なかのZERO ⼩ホール | 19:50〜20:15 ライブ |
| 1月7日(火)              | IDOL CONTENT EXPO×GIRLS☆DELIGHT Premium Circuit LIVE!!!『 新春ガルデラEXPO 』         | SHIBUYA Veats | 19:50〜20:10 ライブ |
| 1月11日(土)             | にきちゃんとフラドラ                                                                  | YOKOHAMA COAST garage+ | 開場 12:00／開演 12:30 出演：アップアップガールズ（２）／Fragrant Drive |
| 1月11日(土)             | ABC IDOL                                                                              | YOKOHAMA COAST garage+ | 16:30〜17:00 ライブ |
| 1月11日(土)             | IDOL CREAM SODA!! supported ラクガキ企画                                              | なかのZERO ⼩ホール | 20:05〜20:30 ライブ |
| 1月12日(日)             | ABC IDOL                                                                              | YOKOHAMA COAST garage+ | 17:10〜17:40 ライブ |
| 1月13日(月祝)           | HYPE IDOL!                                                                            | GARDEN 新木場 FACTORY | 15:10〜15:30 ライブ |
| 1月13日(月祝)           | BeeHappy vol.1 ～藤井優衣生誕記念～                                                   | 時事通信ホール | 19:30〜19:50 ライブ |
| 1月17日(金)             | Gran☆Ciel金曜主催公演 Ciel×Ring session.14                                            | Gotanda G7 | 19:05〜19:45 ライブ |
| 1月25日(土)             | ABC IDOL                                                                              | YOKOHAMA COAST garage+ | 18:45〜19:15 ライブ |
| 1月26日(日)             | アプガ&にきちゃん! 友達100組出来るかなVol.8                                           | 原宿RUIDO | 1部 14:00〜14:30／2部 18:30〜19:00 出演：アップアップガールズ（仮）／アップアップガールズ（２）／yumegiwa last girl／愛乙女☆DOLL（チームL） |
| 1月30日(木)             | 第三回！出張よしカラ！再掲                                                            | 渋谷LOFT HEAVEN | 開場 19:00／開演 19:30 出演：吉川茉優、八木沙季、新倉愛海 |
| 2月2日(日)              | にきちゃん&吉川茉優合同リリースイベント 4th EP 『EVER REMEMBER』発売記念イベント      | タワーレコード錦糸町パルコ店5F                                                                                                  | 12:15 イベントスペース前集合／12:30～ ライブ 出演：アップアップガールズ（２）／吉川茉優 |
| 2月2日(日)              | ABC IDOL                                                                              | YOKOHAMA COAST garage+ | 21:05〜21:35 ライブ |
| 2月5日(水)              | コトネの日-スピンオフ-                                                                | 恵比寿リキッドルーム | 17:55〜18:20 ライブ |
| 2月6日(木)              | 4th EP 『EVER REMEMBER』発売記念 イベント                                             | 下北沢ろくでもない夜 | 12:15 イベントスペース前集合／12:30～ ライブ |
| 2月11日(火祝)           | IDOL SODA Stream!! バレンタインSP                                                     | としま区民センター 8F多目的ホール                                                                                               | 20:00〜20:20 ライブ |
| 2月14日(金)             | ABC IDOL                                                                              | YOKOHAMA COAST garage+ | 21:10〜21:40 ライブ |
| 2月14日(金)             | @JAM MEETS 〜オールナイトライブ〜 vol.15                                              | 川崎CLUB CITTA’ | 30:35〜30:55 ライブ |
| 2月16日(日)             | HYPEIDOL！                                                                            | Zepp DiverCity | 16:15〜16:35 ライブ |
| 2月20日(木)             | しろもんといっしょ秋葉原ZEST Vol.2                                                    | 秋葉原ZEST | 19:40〜20:05 ライブ |
| 2月23日(日)             | 友達100組できるかな Vol.9                                                             | 原宿RUIDO | 13:00〜13:30 ライブ 出演：アップアップガールズ（仮）/アップアップガールズ（２）/LarmeR/川崎純情小町☆ |
| 2月23日(日)             | 友達100組できるかな Vol.10                                                            | 原宿RUIDO | 19:30〜20:00 ライブ 出演：アップアップガールズ（仮）/アップアップガールズ（２）/airrow/unSea |
| 2月24日(月祝)           | ABC IDOL                                                                              | YOKOHAMA COAST garage+ | 17:40〜18:10 ライブ |
| 3月2日(日)              | IDOL REINE vol.4                                                                      | 横浜ランドマーク | 12:15～12:35 ライブ |
| 3月2日(日)              | ＠ジャムムFes 2025 Spring                                                             | 上野水上音楽堂 | 17:20〜17:45 ライブ |
| 3月6日(木)              | 帰ってきた！にきちゃんアプガ仮合同リリイベ〜応援してくれるみんなが正解ですっ！〜      | 下北沢ろくでもない夜 | 18:30 CD販売START／19:00 整列／19:10 入場開始／19:30 開演 出演：アップアップガールズ（仮）/アップアップガールズ（２） |
| 3月8日(土)              | IDORISE!! FESTIVAL 2025                                                               | duo MUSIC EXCHANGE | 19:40〜20:10 ライブ |
| 3月9日(日)              | ガラフェス〜かがやきJAPAN 真昼の青春セレナーデ〜                                      | 豊洲PIT | 15:35〜16:10 ライブ ※アップアップガールズ（仮）とアップアップガールズ（2）2組合同の限定スペシャルコラボステージ |
| 3月16日(日)             | PLANET PLANET Vol.2                                                                   | としま区民センター 多目的ホール                                                                                                 | 14:15～14:35 ライブ |
| 3月16日(日)             | i Neo Moon presents『 月祭夢千 ＠秋葉原ZEST～DAY2：前編・後編～ 』                    | 秋葉原ZEST | 20:20〜20:40 ライブ |
| 3月20日(木祝)           | ABC IDOL                                                                              | YOKOHAMA COAST garage+ | 19:55～20:25 ライブ |
| 3月22日(土)             | KIRA KIRA de FES!                                                                     | 品川インターシティー | 16:05〜16:25 ライブ |
| 3月22日(土)             | ABC IDOL                                                                              | YOKOHAMA COAST garage+ | 19:20～19:50 ライブ |
| 3月23日(日)             | ABC IDOL                                                                              | YOKOHAMA COAST garage+ | 14:00～14:30 ライブ |
| 3月29日(土)～30日(日)   | 「カーボンニュートラルを考える 2025」by SATOYAMA & SATOUMI movement                   | 幕張メッセ 国際展示場ホール６                                                                                                   | 3月29日 15:35～15:45 群馬県PRステージ MC：さわやか五郎／出演：アップアップガールズ(２)／ぐんまちゃん 3月30日 13:00～13:40 SATOYAMA & SATOUMI☆スペシャルコンサート Part2 出演：諸塚香奈実／後藤夕貴／竹内朱莉／石田亜佑美／森戸知沙希／吉川友／アップアップガールズ(2)／でか美ちゃん／吉川茉優／八木沙季／ゆうきのつばさ |
| 3月31日(月)             | Spring Parade                                                                         | アキバステラキューブ | 19:45～20:05 ライブ |
| 4月2日(水)              | HYPE IDOL！× AGE FES!                                                                 | 品川ステラボール | 18:40～19:00 ライブ |
| 4月3日(木)              | KAWAII PARTY                                                                          | 品川ステラボール | 16:05～16:30 ライブ |
| 4月5日(土)              | ABC IDOL                                                                              | YOKOHAMA COAST garage+ | 18:40～19:10 ライブ |
| 4月6日(日)              | ABC IDOL                                                                              | YOKOHAMA COAST garage+ | 15:15〜15:45 ライブ |
| 4月6日(日)              | ソノウチ                                                                              | 新宿LOFT | 20:35～21:00 ライブ |
| 4月8日(火)              | 帰ってきた！にきちゃんアプガ仮合同リリイベ〜応援してくれるみんなが正解ですっ！〜      | 下北沢ろくでもない夜 | 18:30～CD販売、19:10～開場、19:30～開演 |
| 4月11日(金)             | ABC IDOL                                                                              | YOKOHAMA COAST garage+ | 18:10〜18:40 ライブ |
| 4月12日(土)             | hop step live vol 1                                                                   | SMALL WORLDS Miniature Museum                                                                                                   | 15:25～15:50 ライブ |
| 4月12日(土)             | MIRAI系アイドルSPライブ 2ndSeason#22                                                  | 白金高輪SELENE b2 | 19:30～19:50 ライブ |
| 4月13日(日)             | スターアイドルサミット vol.2                                                          | 新宿LUMINE0 | 11:15～11:35 ライブ |
| 4月16日(水)             | HYPE IDOL！ × AGE FES!                                                                | Zepp DiveCity | 19:05～19:35 ライブ |
| 4月19日(土)             | HYPE IDOL！                                                                           | 品川ステラホール | 14:10～14:25 ライブ |
| 4月19日(土)             | GMO LIVE from GMOインターネットTOWER                                                  | GMOインターネットTOWER | 出演：岸本ゆめの：16：00～／鍛治島彩：17：00～ |
| 4月23日(水)             | 高萩千夏ミニミニライブ＆トーク会                                                      | タワーレコード郡山店 店内イベントスペース                                                                                       | 18:00～開場、18:30～ミニミニライブ＆トーク会 |
| 4月27日(日)             | IDOL CREAM SODA!!                                                                     | 上野野外ステージ | 19:05～19:30 ライブ |
| 5月3日(土)              | メガハロフェスタ2025                                                                  | 渋谷ストリームホール | 20:30～20:55 ライブ |
| 5月4日(日)              | 歌舞伎町UP GATE↑↑2025                                                                 | Zepp Shinjuku (TOKYO)他 | 14:00～15:00 縁日／16:00～16:25 ライブ（会場：APEXIA） |
| 5月5日(月祝)            | AGE FES！                                                                             | 神田明神ホール | 16:50～17:10 ライブ |
| 5月6日(火祝)            | Vocal & Dance Collection Vol. 7                                                       | 恵比寿リキッドルーム | 12:45～13:15 ライブ／14:50～ スペシャルコラボステージ |
| 5月9日(金)              | ABC IDOL                                                                              | YOKOHAMA COAST garage+ | 20:45〜21:15 ライブ |
| 5月10日(土)             | コトネの日                                                                            | 渋谷4会場（due MUSICEXCHANGE、SHIBUYA RING、SHIBUYA REX、Studio Freedom）                                                       | 18:25〜18:45 ライブ（会場：SHIBUYA RING） |
| 5月11日(日)             | @JAM PARTY vol.108                                                                    | 横浜MMブロンテ | 1部 13:30〜14:00／2部 18:30〜19:00 |
| 5月18日(日)             | ABC IDOL                                                                              | YOKOHAMA COAST garage+ | 13:30〜14:00 ライブ |
| 5月18日(日)             | コスホリック41                                                                        | さいたまスーパーアリーナ内｜コミュニティアリーナ                                                                                | 17:55〜18:20 ライブ |
| 5月19日(月)             | 「Project I-dreaM 」バトルイベント                                                    | 池袋harebutai | 出演：アップアップガールズ（2）、すてねこキャッツ、ゆるめるモ！ |
| 5月23日(金)             | ABC IDOL                                                                              | YOKOHAMA COAST garage+ | 20:30〜21:00 ライブ |
| 5月24日(土)             | 第7回春日部キッチンカーうまいもん選手権                                               | レジデンシャルパーク SHOWA 庄和総合公園                                                                                         | 17:00〜 ライブ |
| 5月25日(日)             | 鎮祭                                                                                  | 新宿club SCIENCE | |
| 6月2日(月)              | 吉川友 You！と歌っちゃいな！vol.8                                                     | 渋谷LOFT HEAVEN | 出演：吉川友、島崎友莉亜、吉川茉優 |
| 6月3日(火)              | 吉川友 You！と歌っちゃいな！vol.9                                                     | 渋谷LOFT HEAVEN | 出演：吉川友、新倉愛海、高見汐珠 |
| 6月6日(金)              | 札幌キャンペーンイベント ＠タワーレコード札幌パルコ店                                 | タワーレコード札幌パルコ店 | 17:45～イベントスペース前集合、18:00～開演 |
| 6月7日(土)              | にきちゃん! 友達100組出来るかな in SAPPORO                                            | 札幌SPiCE | 開場 18:00／開演 18:30 出演：アップアップガールズ（２）／BYBBiT／iluxion OP ACT：TEAMにきちゃんwithアプガ YOSAKOIソーラン祭り演舞 |
| 6月10日(火)             | @JAM CONNECT special〜クマにき〜                                                      | 東京キネマ倶楽部 | 開場 18:30／開演 19:00 出演：アップアップガールズ（2） / クマリデパート |
| 6月22日(日)             | ABC IDOL                                                                              | YOKOHAMA COAST garage+ | 18:25～18:55 ライブ |
| 6月24日(火)             | IDOL CONTENT EXPO ＠アイコン13周年祭 Premium Circuit LIVE!!!                          | Spotify O-EAST/duo MUSIC EXCHANGE/SHIBUYA DESEO/DESEO mini with VILLAGE VANGUARD/SHIBUYA VIDENT/SHIBUYA RING/SHIBUYA TAKE OFF 7 | 19:50～20:10 ライブ（duo MUSIC EXCHANGE） |
| 7月6日(日)              | 超NATSUZOME 2025                                                                      | 幕張海浜公園Gブロック特設会場                                                                                                   | 11:15～11:30 ライブ(ZOMEステージ) 15:05～15:20 ライブ(SOMARIステージ) 15:40～16:40 縁日11 |
| 7月7日(月)              | PANTA三回忌追善ライブ 七夕忌                                                          | 渋谷 duo MUSIC EXCHANGE | 開場 18:30／開演 19:00 出演：頭脳警察、石塚俊明、澤竜次、宮田岳、樋口素之助、竹内理恵、おおくぼけい ゲスト：伊東潤、仲野茂バンド、アキマツネオ、うじきつよし、渡辺えり、鈴木慶一、野宮真貴、鍛治島彩 |
| 7月10日(木)             | LEADING PP                                                                            | SHIBUYA PLEASURE PLEASURE | 20:05～20:30 ライブ |
| 7月11日(金)             | Shibuya Ri LIVE                                                                       | Spotify O-Crest | 20:00～20:20 ライブ |
| 7月13日(日)             | SPARK 2025 渋谷納涼祭                                                                 | ベルサール渋谷ガーデン/他 | 12:00～12:25 ライブ(club asia) |
| 7月13日(日)             | UP-T FESTIVAL SUMMER                                                                  | 神田スクエアホール | 20:15～20:40 ライブ |
| 7月18日(金)             | ABC IDOL                                                                              | YOKOHAMA COAST garage+ | 20:30～21:00 ライブ |
| 7月19日(土)             | ABC IDOL                                                                              | YOKOHAMA COAST garage+ | 15:10～15:40 ライブ |
| 7月21日(月祝)           | SEKIGAHARA IDOL WARS 2025 - 関ケ原唄姫合戦-                                           | 桃配運動公園 | 13:30～13:50 徳川ステージ 17:10～17:25 戦国ステージ |
| 7月23日(水)             | スポットライト！                                                                      | SHIBUYA DIVE | 20:15～20:40 ライブ |
| 7月26日(土)             | IDOL Treasure bottle LIVE～真夏の幕張アイドルSPLASH祭り～【DAY1】                     | 千葉・イオンモール幕張新都心 グランドモール 1階グランドスクエア                                                                 | 17:55～18:15 ライブ |
| 7月27日(日)             | 六本木アイドルフェスティバル2025                                                      | 六本木ヒルズアリーナ | 12:35～12:55 ライブ 16:35～16:55 カラオケコラボ |
| 8月1日(金)              | TOKYO IDOL FESTIVAL 2025                                                              | お台場・青海周辺エリア | 10:00～10:45 TIFでおきた朝は～今日ここ行きタイッテ！～(INFO CENTRE)高萩出演 11:50～12:05 ライブ(SKY STAGE) 14:25～14:40 ライブ(浮島STAGE) 17:15～17:45 TEAM SHACHI リスペクトステージ(SMILE GARDEN)高萩出演 19:00～21:00 スナックうめ子(INFO CENTRE) |
| 8月2日(土)              | TOKYO IDOL FESTIVAL 2025                                                              | お台場・青海周辺エリア | 14:10～14:40 縁日 16:15～18:00 プロ野球大好き部(INFO CENTRE)鍛治島MC 18:10～19:20 合唱バトル 公開オーディション(INFO CENTRE)高萩出演 |
| 8月3日(日)              | TOKYO IDOL FESTIVAL 2025                                                              | お台場・青海周辺エリア | 10:00～10:20 ライブ(TOROCCO PARK) 10:55～11:55 黒川在庫処分センター(INFO CENTRE)鍛治島出演 11:50～12:15 モーニング娘。大好きステージ(SMILE GARDEN)高萩、鍛治島、新倉出演 13:25～14:10 アイドル歌会 TIF出張版(INFO CENTRE)鍛治島出演 14:20～14:50 夏の人生相談2025(INFO CENTRE)鍛治島出演 16:40～17:40 TIF2025ものまねFES(DOLL FACTORY)高萩出演 17:50～18:15 IDOL SUMMER JAMBOREE 抽選コラボ DAY3(SMILE GARDEN)#ババババンビ×アップアップガールズ(2) 19:00～21:00 ウラグランドフィナーレ(INFO CENTRE)鍛治島、新倉出演 19:55～20:45 グランドフィナーレ 15th Anniversary(UP-T HOT STAGE)高萩、島崎出演 |
| 8月9日(土)              | IDOL SUMMER JUNGLE                                                                    | お台場R地区 | 16:30～16:45 ライブ(KABUTOMUSHI STAGE) |
| 8月10日(日)             | IDOL SUMMER JUNGLE                                                                    | お台場R地区 | 15:30～15:50 ライブ(MONKEY STAGE) |
| 8月11日(月)             | 株式会社マーラーズパーラー スタートライブ 黒い鷲＆鍛治島彩「READY STEADY GO！ROCK！」 | 渋谷Lamama | 開場 18:00／開演 18:30 出演：鍛治島彩(UPUP GIRLS kakko NIKI) / 黒い鷲-ZUNOMONO(澤竜次/ おおくぼけい /宮田岳/ 樋口素之助/竹内理恵) |
| 8月12日(火)             | IDOL REINE circuit                                                                    | WWW X/渋谷音楽堂/SHIBUYA VIDENT                                                                                                 | |
| 8月13日(水)             | IDOL Treasure bottle LIVE～真夏の幕張アイドルSPLASH祭り                               | 千葉・イオンモール幕張新都心 グランドモール 1階グランドスクエア                                                                 | |
| 8月15日(金)             | @JAM MEETS〜オールナイトライブ〜 vol.17                                               | CLUB CITTA’ | |
| 8月16日(土)             | VS GAY                                                                                | Spotify O-Crest | 開場 17:00／開演 17:30 出演者：二丁目の魁カミングアウト/アップアップガールズ(2) |
| 8月17日(日)             | 「MUSIC BAR MIRAI亭」Presents. MIRAI系アイドルSPライブ 2ndSeason#24                   | | |
| 8月22日(金)             | 東京歌謡曲ナイト2025                                                                  | CLUB CITTA’ | |
| 8月23日(土)             | ABC IDOL〜YOKOHAMA COAST garage+ 3rd Anniversary〜DAY1                                | YOKOHAMA COAST garage + | |
| 8月24日(日)             | ABC IDOL〜YOKOHAMA COAST garage+ 3rd Anniversary〜DAY2                                | YOKOHAMA COAST garage + | |
| 8月25日(月)             | 強FES!!                                                                               | WWW X/渋谷音楽堂/aube/チェルシーホテル/SHIBUYA THE GAME/渋谷Star lounge                                                         | |
| 8月30日(土)～31日(日)   | @JAM EXPO 2025 supported by UP-T                                                      | 横浜アリーナ | |
| 9月2日(火)              | HYPE IDOL !                                                                           | duo MUSIC EXCHANGE | |
| 9月13日(土)～15日(月祝) | クロフェス2025                                                                        | 海の森水上競技場 | |
|                         |                                                                                       | | |

### テレビ
- アイドルNO編集ぶらり旅 そのまんま流 （2017年6月10日、9月9、16、23、30日 Kawaiian for ひかりTV、Kawaiian for ひかりTV4K）- 吉川がゲスト出演
- アイドルチャンピオンボウリング2018（2018年5月22日、CSフジテレビONE）吉川、鍛治島、橋村出演
- ゴッドタン（2019年10月13日、テレビ東京）高萩出演
- 芸能人が本気で考えた!ドッキリGP（2021年4月17日、8月21日、10月23日 フジテレビ）鍛治島出演
- 有吉反省会（2021年8月14日、日本テレビ）
- 鍛治島彩のヤっちゃえ！かじぃ（2024年3月19日初回放送、CS：スポーツライブ+）
- TIF 2024 presents アイドルだらけのものまね王座決定戦（2024年7月27日、フジテレビ）高萩出演
- 全員半人前〜MC&ひな壇全員トーク番組ほぼ未経験者でやってみた〜（鍛治島出演（#15：2025年3月12日、#16：3月26日）、新倉出演（#18：4月25日、#20：5月28日）、BSよしもと）[646]
- ミュージックブレイク（2025年6月10日～27日、テレビ東京）ヤンマガ激推しガールとして佐々木出演
- TIF2025 presents アイドルだらけの ものまね王座決定戦（2025年7月26日、フジテレビ）高萩出演

### ウェブテレビ
- 鈴木愛理の火曜The NIGHT（2019年8月14日、9月4日[647]、AbemaTV）9月は高萩、鍛治島出演
- DDTの木曜The NIGHT（2020年2月21日、AbemaTV）高萩、吉川、鍛治島出演
- 矢口真里の火曜The NIGHT（2020年1月8日、10月14日[648]、AbemaTV）1月は鍛治島、10月は高萩、吉川、鍛治島出演
- チャンスの時間（2025年5月25日、AbemaTV）「第４回私が一番カワイイオーディション」に高萩出演

### CM
- ミライース（2017年5月、秋田ダイハツ）[649]

### ラジオ
- 大矢・高見のしゃべりスタ!（2019年9月4日、9月11日、ラジオ日本）- 中川がゲスト出演。
- GIRLS♥GIRLS♥GIRLS =flying high= アップアップガールズ（２）二の足Talking（FM FUJI）
- アップアップガールズ（2）のニキラジ（Radiotalk）
- オレたちゴチャ・まぜっ！～集まれヤンヤン～（第16期（2024年4月21日 - 2025年4月12日）ヤンヤンガールズとして鍛治島が出演、第17期（2025年4月19日 - ）ヤンヤンガールズとして島崎が出演、MBSラジオ）
- アッパレやってまーす!（2024年5月2日 - 木曜日レギュラーとして佐々木が出演、MBSラジオ）